# 手本引
手本引き（てほんびき）は、日本の賭博ゲーム。

## 概要
親は1から6までを図案化した6枚の札の中から自らの意志で1枚を選び出し、子は1点から4点張りのいずれかの賭け方で親が選んだ札を推理して勝負に挑む。1点張りは当たる確率が低くなるだけに配当が高く、4点張りは確率が高くなるだけに配当が低くなる。
人数制限がないため15人程度の多人数が同時に参加することができ、ひと勝負は2分前後の短時間で決着する。任意のタイミングで参加退出が可能なことから、不特定多数が出入りする賭場の都合に適っていた。
「ホンビキ」「ビキ」「失地（しっち）：土地を手放すことになりかねない高額賭博という意」「釣り」とも呼ばれる。
1人の親に対して複数の子が賭けを行うところは追丁株／追重迦烏（おいちょかぶ）と似ているが、偶然性よりも過去の推移や相手の性格や癖（キズ）を読むといった心理戦の攻防に主眼が置かれる。その興奮や恍惚感から、手本引きを知ると他のギャンブルがつまらなくなると言う人も多く、丁半や跡先（アトサキ／初二番／撒いた撒いた／ジャンガー／バッタ撒き）などの賭博よりも格上として扱われ、日本における「究極のギャンブル」「博奕の華」「賭博の終着駅」と博徒たちから称賛されてきた。

## 基礎用語
親と子は3尺ほどの間隔を開け、「盆茣蓙／盆蓙／盆布（ぼんござ）／盆切（ぼんぎれ）」と呼ばれる木綿の白布を挟んで、平行に向かい合わせに座る。親側は胴を中心に、その両隣には「合力」と呼ばれる補助の役目が座る。
数字の呼び方は、一（ぴん）、二（に）、三（さん）、四（し）、五（ご）、六（ろく）で、一のことを「いち」、四を「よん」とは呼ばない。一を「いち」と呼ばないのは、七（しち）と混同しないように、16世紀にカルタがポルトガルから日本に伝来した際、１を意味する「às pintas（斑点という意）」をそのまま賭博用語として使い続けてきたという経緯がある。
盆（ぼん）
賭場のこと。盆中（ぼんなか／ぼんちゅう）、盆屋（ぼんや）、敷（しき）、鉄火場（てっかば）、博打場（ばくちば）、場（ば）、道場、入れ物とも言う。中国の盂蘭盆経（うらぼんきょう）で祖先の霊を供養する仏事が日本へ伝わり、供え物を載せる敷物のことを盆茣蓙（ぼんござ）と言った。江戸時代、寺社は寺社奉行の管轄下にあったため、非合法な賭博が寺社で開催されても町奉行による捜査検挙が困難で、寺社で行われる賭博には盆茣蓙が用いられたことから、賭場のことを盆と呼ぶようになった。室内には神棚が祀られ、入口玄関にはお浄盛り塩が置かれるのが一般的である。博徒たちは賭場で知り合い親しくなった仲間のことを「盆仲（ぼんなか）」と呼ぶ。直接盆の場所を教えると、警察に密告されることもあるので、他の場所へ一旦集めることもあり、その場所のことを「溜まり」と言う。賭客が集まる迄の時間待ちとして、単純賭博をすることを「軽事（けいごと）／気付（きつけ）賭博」と呼ぶ。
胴（どう）
親のこと。胴親、胴元、胴師、胴取（どうとり）、胴頭（どがしら）とも言う。手本引きでは繰札を扱うことから、札師とも呼ばれる。賽本引きでは壺振りや中盆（なかぼん）とも呼ばれる。喋ると言質から張子にヒントを与えかねないため、終始無言なおかつ無表情であることが多い。張子からは特に目の動きに注目されることから、胴はサングラスやメガネを外して臨むのが礼儀とされる。元来、胴は「筒」という漢字で書かれ、これはサイコロを入れる筒（つつ）に由来するのだが、親が軍資金を腹巻きに入れていたことから、「胴」の字が当てられるようになった。
胴前（どうまえ）
胴が用意する軍資金のこと。親金（おやきん）、胴前金、胴金（どうきん）、胴面（どうづら）、胴芯、芯、芯玉、前とも言う。「前切（まえぎり）／縁（ぶち）」と呼ばれる最初に提示した額までしか支払い義務はなく、原則的には、この額と同じだけ儲けたら胴を交代しなければならないことから、胴の損得の上限を意味する。胴前が減って配当の全額が支払えそうになければ、「胴は前切でっか？」と確認して、賭け金の額を調整すべきである。
繰札（くりふだ）
胴が用いる一から六までの数字を示す6枚の札のこと。サイコロの出目がイメージできるように、天正かるた系の地方札で明治期の「小丸」のオウル（金貨）の紋標をベースにしていることから、豆札とも呼ばれる。豆一六、小点（こてん／こでん）、親札、引札、寶引（ほうびき）、本綱（ほんづな）とも言う。片手で繰りやすいように、張札よりも小型で細長く作られている。繰札は新品だと手に馴染まないので、胴が自前の持参するものである。三の札には「願ひなし」や「ながいち」と崩し字で書かれ、四の札には製造元の意匠が記されている。大正期に大阪の土田天狗屋が駿河と甲斐に「山西（やまにし）」と称して卸していた札が繰札であった可能性がある。昭和初期の限られた期間ではあるが、任天堂では「本生水（ほんしょうず）」とカタログに記載していた札があり、これも繰札で「本小豆（本引き用の小豆という意）」の換字の可能性がある。大阪の小原商店では「本引一六札・寶引」というラベルで販売しており、京都の松井天狗堂と共同製造していた。
紙下（かみした）
胴が繰札を隠すために使用する手拭のこと。的（まと）を倒語にしてトマ、かべ下とも言う。江戸時代になって藩札が使われるようになると、紙幣を入れる財布のことを紙入（かみいれ）と言い、手拭をお金（紙）の下に敷いて用いたことから紙下と呼ぶようになった。博徒の襲名披露などで引出物として配られた代紋入りの手拭が使用されることが多く、手拭を縦に一重、横に三つ折りにして周囲と対角線を縫い合わせている。この裁縫作業は、博徒の妻や妾である場下（ばした：立場が下という意）にやらせた。基本的に紙下は胴ごとに自前で用意するものである。
目木（めもく／めき）
胴の前に置かれる一から六までの漢数字が書かれた出目の履歴を示す札のこと。目安駒、目安札、出目札、木札（もくふだ）、木（もく）、見子（けんこ）、前綱（まいづな）、前縄（まえなわ）とも言い、扱い易いように厚みがあり、柘植や樫などの木製で漢数字部分が浮き彫りになった本格的な物から、木駒に張札を貼り付けニスで塗装した物、田村将軍堂のようにカルタを固めた物など多種多様である。胴が自身の選んだ繰札の目（数字）を認識していることを証明するための道具であり、胴は選んだ目を逐次、自分の右側へ並べることから、どのようなサイクルで引いてきたかが明白となり、張子らはそれを推測の目安にしている。
張子（はりこ）
子のこと。張手、張客、側師、側（がわ）とも言う。盆屋から見れば、賭客（ときゃく）ということになるのだが、客とは金を支払う人を指すため、盆屋が張子のことを「客」と呼ぶのは禁句とされており、敢えて「店（みせ）」と呼んだりする。帯封をした100万円を下銭（さげせん／さげぜに）として出せば、盆側が10万円で束（そく）った豆玖（ずく）と交換してくれる。
張札（はりふだ）
張子が用いる一から六までの漢数字が書かれた6枚の札のこと。書札（かきふだ）、持札（もちふだ）、大一六（だいいちろく）、機会（きかい）とも言う。裏貼りが黒と赤の二種類があり、赤裏の張札は対角をカットして、廻札やケイモン札といった特殊な張り方に用いられる。一・三・五の奇数字が赤色の大阪タイプを「赤ピン／赤半／半目赤」、すべての数字が黒色の京都タイプを「黒ピン」と呼んで区別したりする。大阪の小原商店本店が製造した張札の六の札には、赤短冊が描かれ、中に「よろし」と書かれている。京都の松井天狗堂では、盆の需要に応えて数字を白抜きにしたり、カラフルな地紙を使った特殊な張札も製造していた。株札のようにパウ（棍棒）の紋標で一・三・五のの奇数字を白抜きにした大一六（白ぬき／樺太花）を任天堂が製造しているが、普及した形跡が見られない。
采配（さいはい）
盆を取り仕切る実質的な責任者こと。親分である貸元が逮捕されては組織の存亡に関わるため通常は不在で、ナンバー2である若者頭（わかいものがしら）が担当する場合が多く、古くは代貸や盆守（ぼんもり）とも呼ばる。胴の不調が続くようであれば、「一遍、洗ろうとけ！」と胴の交代を命じたり、場合によっては自ら胴を務めることもある。賭客が来れば「ようお越し！」、帰る時は「悪おましたな。また来とくんなはれ！」と挨拶を欠かさない。
盆守（ぼんもり）
張子がイカサマなどの不正行為をしていないかを監視する役目のこと。これとは別に「賭場荒し」に備え、より強力な組織が後楯をしていることがあり、「あそこの盆はワシとこが守りしてまんねん」と言ったりする。
三下（さんした）
盆の雑用係や見習いの下っ端のこと。三下奴（さんしたやっこ）、凭（もた）れ、手伝い（てったい）とも言う。博徒組織において、貸元、代貸、出方という三役の下に位置することから、若い衆のことを三下と呼ぶようになった。賭客の靴を管理する下足番、見張り（木戸番、梯子番、中番）、客引きや客送り、お茶を出したり、煙草を買いに行くなどの使い走りをしたり、灰皿の吸い殻をブリキのバケツに入れ、座席をハンドクリーナーで清掃した後、座布団をひっくり返すといった庶務を受け持つ。
敷張（しけはり）
盆の見張り役で木戸番（きどばん）のこと。警察の摘発（バラシ）を警戒して、外で屋敷を見張るため、関西ではそう呼ばれるようになった。関東では屋敷を展望することから、敷展（しきてん）や電柱（でんちゅう）と呼んでいる。警察関係者が訪れた時は、人差し指と親指で輪を作ってオデコに当て、ジェスチャーで仲間に知らせた。
合力（ごうりき）
盆の世話役のこと。中盆（なかぼん）、出方（でかた）、脇（わき）とも言う。合力の役目は多彩で、進行係、あおり役、配当計算、配当付け、賭け金の回収、イカサマの監視、手入れの時には賭客を逃がすために身体を張って警察の進入を防ぐのもその役割で、熟練者の兄貴分が受け持つことが多い。上半身裸に晒を巻いておくか、もしくはダボシャツにステテコといった下着姿。胡座（あぐら）でも構わないが、正座をして手のひらを上に向け膝に乗せておくのが、礼を弁えた基本姿勢である。大規模な盆になると合力が4人に増えることもある。
合力は「さァ、入ってまっせ。どうぞ！」「どちらさんも、早いとこ頼んまっせ！」「ここが喰い所、張っておくんなはれ」「胴前が増えてまっせ！ 手早う合わせたってや」「さァ、行こか、でけた！（揃いました）」「手ェ切って、勝負！」「ろく！（6の出目を叫ぶ）」などと威勢の良い声で張子を適度に熱くさせ、胴に対しては「受かりました（親が儲かることを差す）」「いい綱です。次、入って下さい」、場合によっては「そろそろ引き退きではないですか？」などと逆に冷ましたり、合力の力量次第でその場が盛り上がるかどうかの鍵を握っている。
合力が金をちょろまかしてくすねることを「タコ行く」と言う。これは蛸が空腹になると自分の足を喰ってしまうことから、それを形容している。

## 手順の概要
1. 胴は、胴前を提示する。（帳付は、張子に側乗するかを問う。）
2. 胴は、繰札の中から任意の1枚を選んで一番上にして、6枚すべての繰札を紙下に挟んで場に出す。
3. 張子は、これだと思う張札を裏向きで盆茣蓙に置き、賭け金を添える。
4. 胴は、自分が選んだ数字の目木を右端へと動かす。
5. 胴は、紙下を開き、繰札を公開する。
6. 張子は、当たりがあれば、その張札だけを表返す。なければ、賭け金を残して全ての張札を仕舞う。
7. 合力が配当金の付け引きを行う。
  - ハズレた賭け金を没収して、胴前に加える。
  - 配当倍率が種で当たった張子に賭け金を戻させる。
  - 当たった張子に配当金を投げ渡し、胴前から受け寺を抜く。
8. 胴の交代がなければ［2.］に戻る。
9. 胴が浮いた状態で終了する場合、寺銭を収める。（打ち合わせ胴であれば、側乗した張子に配当金を支払う。）

## 詳細な解説
1. 胴は用意した札束を胴前として自分の前へ置き、目木を自分から見て、右から左へ123456の順に横一列に並べ替える。「初綱（しょな）／天（てん）」と呼ばれる一手目は、張子には推理要素が乏しいために慣習として賭けられないとすることが多く、その場合には合力から「お手は止めといておくれやす！」と言われる。この初綱においては目木は動かさない。
  - 開始時、胴から観て上段には右から1,2,3、下段には右から4,5,6と目木を裏返して横に置いて、胴が出目を引くごとに対応する目木を1枚ずつ表返して、胴の前に左から順番に並べるのが本式なやり方である。この本式においては初綱から張ることが可能であり、さらに玄人の博奕打ちが胴を務める際には、初綱では3を引かないことが不文律となっている。これは「天三（てんざん）」とも呼ばれ、堅気の旦那衆へ対するハンディキャップであり、博奕打ちの器量を示すものとされる。初綱では目木を出さずに紙下だけを開け、次の勝負で唄う際に合力は「初綱は５」というように言ってくれるので、その目木を取って前に表返して置いてから、次の勝負の紙下を開き、それと同じ数字の目木を裏のまま取って、一旦初綱の目木の横に置いてから表返すのが正式な所作である。
  - 合力が最初に提示された胴前の額を紙にマジックで書き、それを盆茣蓙の上に置いて掲示しておく盆もある。
  - 合力は絶えず胴前の総額を把握しておかなければならず、迅速に配当が付けられるように胴前の紙幣を5枚ずつズラして重ね、自分たちの前に置き直す。
2. 胴は、1から6の6枚の繰札の中から任意の1枚を張子に見られないように隠して選ぶ。これは「屋根／片方（かたえ）／被り」と呼ばれる羽織や浴衣やオーバーなどを半肩にかけて、その胸元で片手で選ぶ「前引き／懐引き」、もしくは、片手を背中に回して選ぶ「後ろ引き／背中引き」のどちらかの方法で、選んだ札を一番上にして、すべての繰札を紙下に挟み込んで、自分の膝前の盆茣蓙に置く。繰札の選択から紙下に入れるまでの動作を「釣り」と言い、この間は胴自身が繰札を見ることも禁じられている。
  - 胴の選択には制限がなく、1ばかりを何度続けても良いし、1-2-1-2-1-2のように繰り返しても構わないが、連続性や規則性を持たせると張子に読まれる危険性が増す。だが、わざと読ませてさらにその裏を突く、というような心理戦もあるので一概にダメというわけでもない。ただし、出目を無作為に選ぶことは禁じられており、繰札を公開する前に目木を先に移動させるのは、胴が自分の引いた目を自覚していることの証明でもある。
  - 胴は、初綱に入る前に「綱」と呼ばれる繰札の並び順を確認しておく必要がある。このことを「綱改め」と言って、繰札を広げた紙下にスライドさせて曝して、123456の順に正しく並んでいることを確かめてから、選択動作に入るのが正式な所作である。
  - 札の繰り方にも決まりがあり、繰札の山の中から選んだ目も含めて、下にある札をまとめて上へ持ってこなければならない。つまり、シャッフルをするような繰り方は認められておらず、繰札の山の並び順を崩してはいけない。例えば、4の目を引く場合には、繰札の山の並びが上から456123でなければならない。この並び順が崩れていると「綱縺れ／綱切れ」と呼ばれる法度となり、張られた賭け金と同額をそれぞれの張子に対して支払う「総付け」が科せられる。
  - 札を繰る時間が毎回一定となるように注意しておかないと、思わぬ癖（キズ）が表出して、それを読まれかねない。まず繰札1,2,3をまとめて後ろに回す「四口（しっくち）：4と口の1,2,3という意」で割ってから、次の繰りで目を選択するのが基本的なやり方である。例えば、1を選ぶ場合には、一旦1,2,3をまとめて後ろに、さらに4,5,6をまとめて後ろに回して、1へと戻す。また、特定の目木に視線が行かないように、顔は正面に向けて顎を少し引き気味に、目は閉じずにまっすぐ前を見て、半眼にする形が理想的である。
  - 繰札を繰って、選んだ目を一番上にしてから、繰札を山ごと裏返して紙下の中央に挿し込み、これを逆の手で上から包んで折り込む。盆茣蓙に置く時にひっくり返せば、紙下を開いた際に繰札の山は表向きになっている。
  - 盆や胴によっては、繰札の一には縦線、四には横線を予め彫刻刀で削っておいて、どの数字を選んでいるのかを触覚で判るようにしている。
  - 胴の視線や表情の変化、筋や筋肉の動き、呼吸や身体の揺れ具合といった行動パターン、札を繰る時間やその音にまで、張子たちの神経が一斉に集中するため、この間に席を立ったり、物音を立てたり、私語は一切禁止である。盆が最も緊迫する瞬間だけに入退室も避けられる。
3. 胴が繰札の入った紙下を盆茣蓙に置いたら、合力は「入りました。張っておくんなはれ」「どちらさんも早いとこ頼んまっせ」などと張子を促す。張子は出目を推理すると、各自に配られている張札の中から、これだと思う札を自分の前へ裏向きにして賭け金を添えて置く。原則として張札は1枚から4枚までを張ることができるが、張札や賭け金の配置によって配当倍率が異なる。基本的には本命1点と保険として何点か張るといった感覚である。下記［張り方一覧］参照。
  - 張子が張札を見ながら考えて1枚ずつ裏向きで置いていく張り方を「見下ろし」と言い、この方法が一般的である。配当の高い順に張札を配置していくのが美しい所作とされる。張札をシャッフルしてから全く見ずに張ることを「盲我（もが）：元来「命知らず」という意」、1枚だけ抜き、残りの札をシャッフルして順に張ることを「1枚切り」、2枚抜くことを「2枚切り」、3枚抜くことは「3枚好き」と呼ばれ、抜いた張札のことを「一丁見切り／見切り」、山の上から順番に張り、手許に残った札のことを「突き上がり」と呼んでいる。ただし、この張札をシャッフルするやり方は、運任せだけに手本引きにおいては不調法とされるが、逆に常盆（賽本引き）においては礼を欠くこともなく、寧ろ一般的である。「3枚好き」で1・2・6の札を張ることを「薄（うす）」、3・4・5の札を張ることを「厚（あつ）」と言ったりもする。これは胴の繰る枚数が薄いか厚いかという意味である。
  - 賭けずに様子を見たい時は、「見（けん）さしてもらいます」「一番、見（み）とくから」などと、合力に断っておけば、礼節を欠くこともない。
  - 「通り一丁／通り／御通り」や「半丁」と書かれた補助札が用意されている盆もあって、ついている他の張子の賭け方に便乗することができる。半丁札は遠慮して相手の賭け金の半額だけを張る場合に用いられる。これらは「雛形（ひながた）」と呼ばれる張り方で、「通り、行かしてもらえますか？」「半丁、宜しか？」と乗りたい張子の了解を得ることで、合力がその相手に通り札を渡してくれる。便乗した張子には見切り札を見せて上げると親切である。張子が親しい間柄の盆仲であれば「○○さんに通り！」と宣言することもある。本式の補助札は木製で、半丁は斜めにカットされている。
  - 賭けに使用できるのは原則として現金紙幣のみ。紙幣は人物面が見えないように表面を2つ折りにして、幾ら賭けているかを合力に判るように少しずつズラして目を切って重ね合わせる。また、賭け金を高く積むことなく、合力から見て張札が見えなくなるような死角を生まないように張るのが作法である。「豆玖（ずく）」と呼ばれる高額紙幣を10枚束にしたものを使用することが多いが、これを縦に置けば額面通り、横に置くと半分、斜めに置くと4分の3、4つ折りにすると4分の1だけを賭けたことになるという規則もある。100枚束を「帯（おび）」、1000枚束を「煉瓦（れんが）」と呼んだりする。
  - 盆ごとに賭け金の最低額が設定されており、これを「裾（すそ）」と言う。裾で賭けることを「小張り（こばり）／小者張り（こしゃばり）」、百万円を帯（おび）で賭けるような太くて大きな博奕を「大張り（おおばり）／大義理（おおぎり）」、ほどほどの金額でのベットを「中堅張り（ちゅうけんばり）」と呼んだりする。賭け金の最高限度額を「高（タカ）」と言う。常連の張子として信頼が得られれば、盆茣蓙に現金を置かずに幾ら張るかを言うだけの「口（くち）張り」が特例として許される場合があるが、基本的には無礼とされる。多額の金を持ってきている張子のことを「だんべ」と呼んだりする。
  - 実際には4点張りで勝負する張子がほとんどで、これは賭け金が高額なこと、そして長時間楽しむためであり、さらに1点張りや2点張りは、胴の面子（めんつ）を踏みにじり、喧嘩を売るような張り方だと考えられているからである。どうしても1点張りや2点張りで勝負したければ、合力に「張札もうひとつ」と要求して、張札を2面、3面用いることで、形式的に3点張りや4点張りと見せかけて高配当を狙う張り方がある。そのようにすれば、ひとりの張子に通り半丁が集中することを抑制でき、胴前が瞬時に飛んで盆が荒れるのを防止することができる。合力は輪ゴムで括った張札を張子に渡す際、「調べとくんなはれ」と言い添えるのがほとんど常套句となっている。
4. 合力は自分の担当している張子が賭け終えたら「こっちはできた」と言い、もう一方の合力は、担当する張子がまだ賭け終えていなければ「こっちはまだや、ちょっと待っとって」と言って、張り終えるのを確認したら「こっちもできた！」と言って、すぐに双方の合力が声を揃えて「勝負！」と低く発声する。胴はまず自分が選んだ数字の目木を取って右端へと移動させる。前回と同じ目を引いている場合には、目木に触れることなく紙下をめくることで了解される。
  - 合力の「勝負」の声が掛かってから紙下がめくられるまでの間、張子たちは盆茣蓙に置いた張札や賭け金に触れることは御法度とされる。
  - 胴が何の目を引くかということより、目木の何番目を引いたかが駆け引きの焦点となるため、それぞれの目木の位置に対して独特な呼称がついている。同じ目は「根（ね）／根っ子／面（つら）」、右から2番目を「小戻（こもどり、こもど）／戻り」、3番目を「三間（さんけん、さんげん）／三法（さんぽう）／三番」、4番目を「四間（しけん）」、5番目を「古付（ふるつき、ふるづき）／後家（ごけ）／五刃（ごどす）」、6番目は「大戻（おおもどり）／大廻（おおまわり）／捲り／穴（けつ）／刃（どす：ドスとは小刀で脅すが語源ではあるが、刃渡り60cm未満なので6を意味する）」などと呼ばれている。
  - 目木の1・2番目を「口（くち）」、3番・4番目を「中綱（なかな）」、5・6番目を「奥（おく）／穴（けつ）」と呼んだり、目木の1・2・3番目を「先（さき）」、4・5・6番目を「後（あと）」と呼んだりして、張り方の目安にされている。
  - 三間や四間を第一本命に張ることを「七筒（チーピン）張り」と言って、博徒からは素人扱いされ忌み嫌われた。これは麻雀牌の七筒のデザインが、３と４のブロックで構成して見えることに由来する。
5. 胴は目木を移動した後、続いて紙下をめくって繰札を公開する。この一連の動作を「唄う」と言う。合力は胴が動かした目木と紙下の繰札の目が一致していることを確認した上で、例えば、目木が1、繰札も1であれば、「中（なか）もピン！　ピンのない方は札をあげておくんなはれ！」「ピンのあるとこ！」というように進行する。
  - 目木と繰札の目が異なる場合、これを「唄い違い／唄い損ない／祭（まつり）：「後の祭り」という意」と言い、両方の目が当たりとなってしまう。張子の張った配当の高い目に対して支払いが生じ、繰札と合致する張札を「本家」、目木と合致する張札を「嘘」と呼ぶ。ただし「嘘」で受かる場合には「半付け」と言って半額だけが配当される。ハズレた張子の賭け金も戻される。当然、角（つの）で受けたとしても札を開けずに賭金を戻す。
6. 張子は当たりがあれば、その張札だけを表返す。ハズレたら、賭け金を残してすべての張札を引っ込める。どこに何を張ったかうろ覚えであれば、配当の低い順に確認していくのが礼儀である。不審な点があれば、胴に対しては繰札のすべて、張子に対しては張った札と張らずに手許に残るすべての張札の公開を要求できる。
  - 当たることを「受ける／開く（あく）／起きる／踊る」、ハズレることを「抜ける／滑る／すかれ」と言う。受けたかどうかは、「手残り札」と呼ばれる手許に残した張札を見れば一目瞭然である。張子全員が抜けることを「河童（かっぱ）」と言う。これは河童が人民牛馬を川の中に引きずり込むことを「駒（こま）引き」と呼んだことに由来し、「親の総取り」を意味する。
  - 張子が張札を開ける際、手の中に隠していた札と瞬時に置き換えるイカサマを「吹っ替え／吹き返し／打替え／釣り込み」と呼ぶ。このイカサマと誤解されないためにも、張らずに手許に残った張札は盆茣蓙の外に一旦置いて、張った札の上側が盆茣蓙から離さずに下側を軽く上げて確認してから、当たりの札を開くのが作法とされる。
  - 元来、張札は貸元（かしもと）や専門の字書屋が「白ぼて」と呼ばれる無地の白札に揮毫してはその都度廃棄していた。昭和30年代頃から既製品の張札が販売されたことで、それを使用することが多くなった。目を切り替える「屏風／ベカ（壁の倒語）／返し／シャッター／コットン／ガリ」と呼ばれるイカサマ札の不正使用を防止するため、張札にパンチで穴を開けたり、シールを貼ったり、印判を押したりして、日毎にその位置を変えることで対処している。任天堂が白札の大統領を販売していたのは、手書きで張札を拵える需要に応えるためである。新品の白札は艶があるため墨汁をはじくので、札を畳で擦ったり、タオルで拭いた後で書き入れていた。
7. 合力はハズレた張子の賭け金を没収して胴前に加える。当たった張札を開けている張子に対しては配当金を胴前から支払い、その1〜5%を寺銭として胴前から別途徴収する。これを「受け寺／引き寺／髭寺／ポチ」と言い、それぞれ合力の側には、受け寺を入れるための「受けざる」と呼ばれるザルや桝、もしくは穴を開けた木製の救急箱が置かれている。配当倍率が「種（たね）」で当たった張子はまず当たりの張札を開けてから自ら賭け金を回収する。そして、合力が確認した上で張札を回収する。このことを「種返し／種下り／玉返し／タダ／チャラ／帰り／戻り」と言う。
  - 合力がハズれた張子から賭け金を没収したら、配当付けは後回しにして、胴に次の勝負に入らせる場合がほとんどである。手本引きの場合、胴が札を繰ってから紙下に入れるまでに時間がかかるため、こうすることで抜けた張子を待たせる時間が短縮でき、進行がスムーズになるメリットがある。配当付けは胴が次の勝負の紙下を場に置いてから行われる。一方で賽本引きの場合には、配当付けも含めて全ての精算を終えてからツボを振るのが一般的である。
  - 配当金が支払われたら、必ず盆茣蓙の外に移動させるのがマナーであり、そのまま残しておくと次の勝負の賭け金と誤解されかねない。
8. 清算が終わると、合力は「次、行こう！」「さァ入ろう！」などと胴を促して、次の勝負に移行する。
  - 胴は毎回、繰札の山の一番上を1に戻して、それを張子に提示してから次の勝負に入るのが正式な所作とされる。この際に合力は「ピンから入ります」と言葉を添えることもある。
9. 胴が交代することを「胴を洗う」と言う。胴を洗う場合には、目木の後三個を先三個の上に重ね合わてから、勝っていても負けていても「これにて胴を洗わして頂きやす。悪うおました」と挨拶するのが礼儀である。
  - 胴が勝って胴を洗うことを、胴が「立つ／生きる／浮く」などと言う。この場合は、まず「浮き胴」と呼ばれる勝ち金の総額10%を合力への報酬として支払う。そして、合力代を差し引いた残額の20%を寺銭として収める。この寺銭のことを「生き寺」、寺銭を差し引いた胴の純利益を「立ち／おどみ銭」と呼んでいる。
  - 勝って胴を洗う際、「ツノは負けといておくんなはれ」と合力に言って、角で受けた張子の支払を免除してくれる気前の良い博奕打ちもいた。
  - 胴前がすべてなくなると、胴が「潰れる／腐る／割れる／溶ける」と言って、胴を洗わなければならない。だが、最初に「半チョイ」もしくは「テンチョイ」と宣言しておくことで、胴前の半分、あるいは胴前の同額まで、貸元から回銭（借金）を受けることで支払い限度額が増える。それでも支払い切れなければ比例配分され、このことを「分散」と言う。半端に残った金のことを「髭（ひげ）」と言って、合力が受けざるの中へ入れる。胴が潰れたら、当然「生き寺」は発生しない。新たに胴前を提示して続投することを「焚き付け」と言ったりする。
  - ヤクザの常盆（常設賭場）で胴元が決まっている場合でも、数人の胴が用意されているので、胴前が腐った場合には、目木を並び直して新たな勝負が始まる。本職の胴でもかなりの体力と神経を消耗するため、一人の胴が連続して行う勝負は通常2時間とされ、これを「一本」と呼んでいる。
  - 一般の旦那衆の集まりでは「廻り胴」と言って、順番に持ち廻りで胴を担当することが多い。この場合の合力は、胴が勝てばご祝儀をもらうが、負けた時には何も入らない。この合力も持ち廻りで行うことが多い。胴の勝ち逃げを防止するため、最後の五番勝負を宣言しなければならないとしたり、元金の1.5倍以上にならなければ、胴を洗うことができないという規制を設けることがある。
  - 胴前を客側が出資するシステムもあり、胴が勝てば出資した客も配当を得る。このことを「側乗り／乗り／乗り胴」と言う。乗りが付いた胴を「打ち合せ胴」、付かないことを「ポン抜き（「胴を一本で抜く」という意）」と呼ぶ。盆には、回銭（借金のこと）を管理したり、胴前の金額を記録して寺銭を計算したり、乗り胴の金額を記録して配当金を計算する「帳付（ちょうつけ）／帳面（ちょうめん）」と呼ばれる幇助役がいる。帳付がいなければ、合力がこれを兼任する。帳付は新たな勝負が始まる前に「御一統さん（皆様という意）、乗りは？」と張子に伺って記録していく。張子は「２つ行きまひょ」「１つ乗せて」「３匁（もんめ）乗っとこ」というように、胴前に対して何割を出資するかを宣言する。同時に合力は碁石などを用いて乗りの数を合算していき、例えば、最終的に12割の乗りがあれば、「12おまっせ」と胴に伝える。胴が「あと８つ行っとこ」と答えたとしたら、合力は「胴が８つ、はい20、できました！」というように宣言する。この例で、当初の胴前が100万円だとしたら、200万円に増額して勝負に入ることを意味する。胴前が腐ってなくなったら、乗った張子は最初に言った金額を支払わなければならない。胴が浮いて洗う場合には、出資した割合に応じておどみ銭から配当金を受け取る。
  - 負けて帰る張子に対して、合力はタクシー代として5千円を渡す。この金のことを「帰り／足代（あしだい）／戻銭（もどりぜに）／別れ」と呼んだりする。

## 用具
現在では、田村将軍堂のみが張札と豆札（繰札）を製造している（目安駒（目木）は絶版）。
双天至尊堂が繰札・張札・補助札をひとつのパッケージにまとめた「手本引きセット」を製造販売したことがあるが、このセットにはボード上に札を載せることで配当倍率が一目瞭然となる人数分の配当盤が付属していた。だが、実際の盆ではこのような物は使用しておらず、札の並べ方や配当倍率の数値も不正確である。
過去には、徳島県阿波市の吉野堂、大阪府の土田天狗屋、小原商店本店、京都府の日本骨牌製造（後の・日本カルタ）、山城與三郎商店、大石天狗堂、松井天狗堂、任天堂、岐阜県の東洋骨牌（後の・マルエー）が製造していた。「極宝道七具足」と題して、目木、通り札、半丁札、五札、ツボザル、ツボ畳がセットになったものも販売されていた。

## 張り方一覧
| 枚数    | 配置／通称         | 大        | 中        | 止   | 角           | 漢字表記／別称／備考／注意事項                                                                                      |
| ------- | ------------------ | --------- | --------- | ---- | ------------ | --- |
| 1点張り | スイチ             | 4.5 (4.6) | -         | -    | -            | 粋一，素一 本気（ポンキ），ピン張り                                                                                 |
| 2点張り | ケッタツ           | 3.5 (3.6) | 種        | -    | -            | 脚立 ケタツ，吸い付き ※中で受けると、賭け金が戻るため、中の札を「吸いの札」と言う                                   |
| 2点張り | サブロク           | 3         | 0.5 (0.6) | -    | -            | 三六 or 三五（サンゴ） 石塔高（セキトウキツ）カラ                                                                   |
| 2点張り | グニ               | 2.5 (2.6) | 1         | -    | -            | 五二 四六（シロク），石塔（セキトウ），中張（ナカバリ） ※大と中の間に賭け金を置くことから「中張」と言う             |
| 3点張り | ヤマポン           | 2.8 (2.7) | 種        | 種   | -            | ヤマボン 大和一本，大和の本， （大に和（合計）を集中させて一本にするという意味） 本受（ボンウケ），大穴（ダイアナ） |
| 3点張り | ピンチュウキツカラ | 2         | 0.8       | 種   | -            | 一中高カラ ※止の札の上に中の札を重ね、合力に了承を得る                                                              |
| 3点張り | ロクサンピン       | 2         | 0.6       | 0.2  | -            | 六三一 ロクゾウピン， 与兵衛（ヨヘエ） （『女殺油地獄』主人公、河内屋与兵衛は放蕩三昧（→三枚）だから）              |
| 3点張り | ピンチュウ         | 1.5       | 1.3       | 種   | -            | 一中 ※止の札の上に中の札を重ね、合力に了承を得る                                                                    |
| 3点張り | クイチ             | 1.5       | 1         | 0.3  | -            | 九一 クッピン |
| 3点張り | テッポウ           | 1         | 1         | 0.8  | -            | 鉄砲 トマリ8分 ※角の位置にライター置き、合力に了承を得る                                                            |
| 4点張り | ソウダイ           | 2         | 種        | 種   | -0.2 (-0.25) | 総大 |
| 4点張り | キツ張り           | 1.4       | 0.6       | 種   | -0.2 (-0.25) | 高（キツ）受け |
| 4点張り | 安張り             | 1.2       | 0.6       | 0.2  | -0.2 (-0.25) | 七二一（シチニピン）， 安受（ヤスウケ），受け， 手並（テナミ），普通張り                                            |
| 4点張り | トンパチ           | 1         | 0.8       | 0.2  | -0.2         | 十八（トンパチ） ※手配盆における賽本引きの配当 （合力の計算を簡単にするため）                                       |
| 4点張り | 箱張り             | 1         | 1         | -0.1 | -0.1 (-0.25) | ※常盆における賽本引きの安張りは、この箱張りと同じ配当 （合力の計算を簡単にして、カスリ（上前）を多く取るため）      |

数字はオッズではなく配当で、賭け金に対して胴から支払われる倍率を示している。例えば、スイチで20万円を張って受かれば、賭け金の20万は戻され、配当金として胴前から90万円が支払われる。呼称や配当倍率も盆によって様々で微妙に異なり、寺銭の割合や「特別」と呼ばれる合力への礼金を計算に含めるか否かなどは、開帳者（主催者）である寺師（貸元もしくは代貸のことでもある）の取り決めによる。
配当の高い順に、大（だい）／頭（あたま）、中（なか／ちゅう）／軸（じく）／腰（こし）、止（とまり）／穴（けつ）／袖（そで）、角（つの）／別（わかれ）と呼ばれる。これは競馬や競輪などで券を購入する際の「本命」「対抗」「押さえ」「保険」といった感覚に近い。
張札を縦か横にするかの向き、前後の位置、さらに賭け金の配置場所によっても配当倍率が変化するので注意が必要である。「種（たね）」は配当が付かないので、賭け金をそのまま引き戻す。4点張りの角で当たっても、賭け金の2割（もしくは１/４）が差し引かれることになる。配当率1倍で当たることを「玉受け」と呼んだりする。
配当の合計値は、1点張は4.6倍、2点張は3.6倍、3点張は2.8倍（一部2.7倍）、4点張は1.8倍になるのが基本。
オッズに換算して合計すると、1点張と2点張は5.6倍、3点張と4点張は5.8倍となり、カルタを厚く張り目を多くする方が少し張子に有利である。
3，4点張りの場合、ギャンブルとしての期待値は96.777%、控除率は3.333%である。これは1万円賭けるごとに負ける平均値が333円であることを意味する。
3点張で1,3,5や2,4,6の札に賭けることを「丁半張」と呼ぶ。
自信のある札の下に賭け金を置いてスイチを重ねる「買物（買い物）」、3点張りの中と止にヤマポンを組み合わせる「貝割（かいわり）／割り込み」、安張りとヤマポンを組み合わせる「大和（やまと）」、張札を2面、3面使う「2個入り」「3個入り」、5枚張る「受け受け／三三受け（安受けを２パターン張る形）」「総大受け（安受けと総大の２パターン張る形）／二九受け」、すべての札を横に置き逆目を当たりとする「裏張／裏面張／総裏」、角を切った廻札を使って合計値を当てたり、来ない目を推理して5枚目の札として右上に張る「ケイモン／ケーモン」など、特殊な張り方が多数存在するので、事前に合力へ確認しておく必要がある。
配当金額に端数が生じる場合、「駒札（こまふだ）／半券（ぱん）」と呼ばれるセルロイド製やプラスティック製の札や碁石がチップとして使用される。例えば、碁石1つを2500円として代用したりするのだが、これ以外に生じた端数は切り捨てられるため、賭け金によっては張子が若干の得をすることもあれば、損することも起こり得る。この切り捨てのことを「出入り」と呼んでいる。

### ２個入り（張札２面を使用する特殊な張り方）
当たり札は、大→中→止→角の順で開ける。
| 枚数           | 配置／通称          | 張り方の条件                                                                        | 大          | 中            | 止          | 角    |
| -------------- | ------------------- | ----------------------------------------------------------------------------------- | ----------- | ------------- | ----------- | ----- |
| 2点張り ※2個入 | ケッタツ・2個入     | ※大と中が同じ札の場合                                                               | ◎ 4.5 (4.6) | ◎ 4.5 (4.6)   | -           | -     |
| 3点張り ※2個入 | ロクサンピン・2個入 | ※大と中が同じ札の場合 ※止で受けた場合、0.1損するので クイチで張った方が得           | ◎ 3.3       | ◎ 3.3         | 0.2         | -     |
| 3点張り ※2個入 | ロクサンピン・2個入 | ※大と止が同じ札の場合                                                               | ◎ 3.0       | 0.6           | ◎ 3.0       | -     |
| 3点張り ※2個入 | ロクサンピン・2個入 | ※止と角が同じ札の場合                                                               | 2           | ◎ 1.6 (1.5)   | ◎ 1.6 (1.5) | -     |
| 3点張り ※2個入 | クイチ・2個入       | ※大と中が同じ札の場合                                                               | ◎ 3.3       | ◎ 3.3         | 0.3         | -     |
| 3点張り ※2個入 | クイチ・2個入       | ※大と止が同じ札の場合                                                               | ◎ 2.6       | 1             | ◎ 2.6       | -     |
| 3点張り ※2個入 | クイチ・2個入       | ※中と止が同じ札の場合                                                               | 1.5         | ◎ 2.1         | ◎ 2.1       | -     |
| 4点張り ※2個入 | 安張り・2個入       | ※大と中が同じ札の場合 ※角で受けた時は、大中を開ける                                 | ◎ 2.5       | ◎ 2.5         | 0.2         | -0.1  |
| 4点張り ※2個入 | 安張り・2個入       | ※大or中 と止が同じ札の場合                                                          | ◎ 1.9 <1.0> | ○ (1.9) <1.0> | ◎ 1.9       | -0.2  |
| 4点張り ※2個入 | 安張り・2個入       | ※大or中 と角が同じ札の場合                                                          | ◎ 1.7 <0.8> | ○ (1.7) <0.8> | 0.2         | ◎ 1.7 |
| 4点張り ※2個入 | 安張り・2個入       | ※止と角が同じ札の場合                                                               | 1.2         | 0.6           | ◎ 0.8       | ◎ 0.8 |
| 4点張り ※2個入 | 安張り・2個入       | ※止と角が同じ札で受けた場合で 尚且つ大と中が同じ札だった場合 全ての札を開ける見せる | ○           | ○             | ◎ 1.1       | ◎ 1.1 |

### ３個入り（張札３面を使用する特殊な張り方）
当たり札は、大→中→止→角の順で開ける。
| 枚数            | 配置／通称          | 張り方の条件                                              | 大          | 中          | 止          | 角    |
| --------------- | ------------------- | --------------------------------------------------------- | ----------- | ----------- | ----------- | ----- |
| 3点張り ※３個入 | ロクサンピン・3個入 | ※大と中が止が同じ札の場合 ※クイチで張っても同様           | ◎ 4.5 (4.6) | ◎ 4.5 (4.6) | ◎ 4.5 (4.6) | -     |
| 4点張り ※3個入  | 安張り・3個入       | ※大と中と止が同じ札の場合 ※角で受けた時は、大中止を開ける | ◎ 3.5 (3.6) | ◎ 3.5 (3.6) | ◎ 3.5 (3.6) | -0.1  |
| 4点張り ※3個入  | 安張り・3個入       | ※大と中と角が同じ札の場合                                 | ◎ 3.3       | ◎ 3.3       | 0.2         | ◎ 3.3 |
| 4点張り ※3個入  | 安張り・3個入       | ※中と止と角が同じ札の場合                                 | 1.2         | ◎ 2.3       | ◎ 2.3       | ◎ 2.3 |

### ケイモン（賽本引きにおける、ケイモン札を使用した特殊な張り方）
| 枚数           | 配置／通称        | 張り方の条件          | 大   | 中   | 止  | 角   |
| -------------- | ----------------- | --------------------- | ---- | ---- | --- | ---- |
| 4点張り 大ケイ | 安張り & ケイモン | ※大がケイモンと同じ札 | ●    | 2.5  | 1.9 | 1.35 |
| 4点張り 中ケイ | 安張り & ケイモン | ※中がケイモンと同じ札 | 1.2  | ●    | 1.9 | 1.35 |
| 4点張り 止ケイ | 安張り & ケイモン | ※止がケイモンと同じ札 | 0.2  | 0.2  | ●   | -0.2 |
| 4点張り 角ケイ | 安張り & ケイモン | ※角がケイモンと同じ札 | -0.1 | -0.1 | 0.3 | ●    |

ケイモンとは「消え物（消えてなくなる札）」と言う意味で、ケイモン札として１枚だけ置く「一丁ケイ」か、３枚置く「３ケイ」があり、３ケイの場合、本家（普通に張る４枚）とは区別できるように、３枚のうち１枚だけを表向けて右上にやや重ねてずらして置く。3ケイは、３枚の札の合計値がケイモンとなるため、７を超えた場合には６を引き、13を超えた場合には12を引いた数になる。
出目がケイモン札と同じ場合には、本家に張った札はハズレ（総抜け）となってしまう。出目とケイモンが異なり受かった場合には、まずケイモン札を開けてから、次に本家の当たり札、最後にケイモンと同じ本家の札を開ける。ケイモンを張るには、裾（最低賭け金のことで、大抵３万円以上）が定められている場合がほとんどである。本家の賭け金とは別にケイモン札のところへ賭け金を置くことで、出た目とケイモン札が同じであっても、本家の４枚は、通常の安張りとして受けることができる。
＜例＞ケイモンとして、3を表、4と6を裏にして張って、出目が2、中に2の張札があれば、まずその中を開ける。すると、合力はケイモンの伏せた2枚の札を表向けて「ピンケイ（3+4+6-12=1）」と公言する。1の張札が大にあったとしたら、その大を開ける。合力は賭けた金額の2.5倍の配当金を付ける。
３ケイのパターン（ケイモン札３枚の合計）
| ケイモン | 3枚の札                         |
| -------- | ------------------------------- |
| 1        | ・1+2+4 ・2+5+6 ・3+4+6         |
| 2        | ・1+2+5 ・1+3+4 ・3+5+6         |
| 3        | ・1+2+6 ・1+3+5 ・2+3+4 ・4+5+6 |
| 4        | ・1+3+6 ・1+4+5 ・2+3+5         |
| 5        | ・1+4+6 ・2+3+6 ・2+4+5         |
| 6        | ・1+2+3 ・1+5+6 ・2+4+6 ・3+4+5 |

## 常盆（賽本引きにおける4点張り）出入表
| 賭け金   | 止（0.1倍）     | 角（-0.25倍）        |
| -------- | --------------- | -------------------- |
| 2,000円  | 250（200）+50   | -500                 |
| 2,500円  | 250             | -500（-625）+125     |
| 3,000円  | 250（300）-50   | -750                 |
| 3,500円  | 250（350）-100  | -1,000（-875）-125   |
| 4,000円  | 500（400）+100  | -1,000               |
| 4,500円  | 500（450）-+50  | -1,000（-1,125）+125 |
| 5,000円  | 500             | -1,000（-1,250）+250 |
| 5,500円  | 500（550）-50   | -1,500（-1,375）-125 |
| 6,000円  | 500（600）-100  | -1,500               |
| 6,500円  | 500（650）-150  | -1,500（-1,625）+125 |
| 7,000円  | 750（700）+50   | -1,500（-1,750）+250 |
| 7,500円  | 750             | -2,000（-1,875）-125 |
| 8,000円  | 750（800）-50   | -2,000               |
| 8,500円  | 750（850）-100  | -2,000（-2,125）+125 |
| 9,000円  | 750（900）-150  | -2.000（-2,250）+250 |
| 9,500円  | 1,000（950）+50 | -2,500（-2,375）-125 |
| 10,000円 | 1,000           | -2,500               |

## 目木の並び方に関する呼称
- 一四，三六，二五　 ‥‥　筋並び（口、中綱、奥が麻雀で言うスジの並びになっている）
- 二一，三六，四五　 ‥‥　三並び（口、中綱、奥の全て、それぞれ合計値が３になっている）
- 一六，三四，二五　 ‥‥　七並び（口、中綱、奥の全て、それぞれ合計値が７になっている）
- 一三五，二四六　　 ‥‥　丁半分かれ（先と後が、それぞれ偶数と奇数になっている）

## 寺銭などの計算
合力代（特別） ＝ 勝金の１割
生き寺 ＝ 勝金から合力代を差し引いた金額の２割
受け寺 ＝ 張子が勝負に勝った金額の１分を胴前から支払う
寺銭 ＝ 生き寺 ＋ 受け寺
敷代（盆屋の報酬） ＝ 寺銭の３割　※敷代など諸経費のことを「メリ銭」という。
寺師の報酬 ＝ 寺銭 － 敷代　※純利益のことを「オドミ銭」という。

## バリエーション
賽本引（さいほんびき）
三分（９mm）、もしくは四分（12mm）のサイコロ2個を使用し、それをツボザルか湯呑み（寿司屋で使う大型の物）に入れて電話帳を2冊重ねた振り台の上に叩きつけるように伏せ、出た目の合計の数（例えば：と なら合計は3）を答えとし、7以上の数は6を引く。例えば、サイコロの目が と の場合、当たり目である2の目木を右端に移動させ、「台」と呼ばれるサイコロの大きい目（この例では5）の目木を少し突き出すようにする。これは、突木（つきもく）の目と次の勝負でどちらかのサイコロの出目が同じ場合には無条件で胴の勝ちとするルールの名残とも言われているが、台と根を見ることで、賽の目が分かるようになっている（台が五で、根が一であれば、 出目はと ）。目木は、手本引きで使用されるタイプよりもサイズが大型の物を使用することが多い。最初の勝負では、サイコロ2個の合計値が7になるよう揃えてからツボザルに入れて振り、次回以降は出た目をそのままツボザルに入れるのが正式な作法である。手本引きほど胴師の技量を必要とせず、胴と張子が結託しづらく、運任せでよりスピーディーな勝負が楽しめることから関西だけでなく関東でも人気があり、常盆の種目として遊ばれた。テンポの速い盆では一時間で90番近くの勝負が行われる。京都では「オッチョコ」、大阪では「オイチョコ」とも呼ばれているが、これは手本引きの胴に比べ「怠慢」であることを意味する「おっちょこちょい」の「オッチョコ」である。常盆では、1926年（昭和元年）以降に製造され流行した1の目が赤色（赤ピン）のプラスティック製のサイコロを避け、象牙や鹿角製のサイコロを使用した。予備のサイコロは小皿に塩を入れてその中で清められ、盆側が不利な出目（悪綱／わるな）が続いた場合にはサイコロを交換した。特定の出目にしてツボに入れるイカサマを「伏せ込み」と言った。
絵本引（えほんびき）
花札を使用。札の目は、松一、雨二、桜三、藤四、杜若五、桐六、もしくは、萩一、山二、菊三、楓四、牡丹五、梅六とする。目木を使用しないこともあり、この場合には張子が紙に出目を書き記して、これを「看板」と呼んで張りの目安にしていた。手本引きの専用札がない時代、株札が流通していなかった関東地方で主に遊ばれ、「絵樗蒲（えちょぼ）」とも呼ばれていた。愛知を中心とする東海地方では、地方札「伊勢」を用いて遊ばれ、「六一（むついち）」と呼ばれていた。
牌本引（はいほんびき）
麻雀牌を使用。
ネタ本引（ねたほんびき）
数字ではなく、大トロ、ウニ、甘エビ、サーモン、タコ、ガリといった寿司ネタに改変された専用札と目木をセットにした寿司ネタ編。牛肉、ネギ、焼き豆腐、春菊、白滝、白菜の専用札と目木をセットにしたすき焼き編を平成26年（2014年）にサイ企画が製造販売している。

## 歴史

### 明治・大正・昭和
手本引きの起源は、明治時代に入ってから、京都府愛宕郡吉田村140（現・京都市左京区吉田本町）に一家を構えた初代・会津の小鉄こと上坂仙吉をはじめ、いろは幸太郎こと長谷川伊三郎や柿木松之助ら侠客たちによって、江戸時代から遊ばれていた賽子賭博「樗蒲一（ちょぼいち）」や独楽賭博「お花こま」を進化発展させる型で考案された。当時の勢力下にあった京都、大阪、神戸、奈良、大津、和歌山の常盆（常設賭場）を中心に西日本の都市や温泉街へと伝播していった。常盆からの上納金は、1日平均550円（現在の価値で550万円以上）であったという。
明治13年（1880年）7月17日、日本で最初の西洋流の近代刑法が太政官布告第36号刑法(4編430条)として公布され、明治15年（1882年）1月1日から施行された。明治16年（1883年）4月16日、上坂仙吉は明治政府による博徒狩りで捕えられ、重禁錮10ヵ月・罰金百円（現在の価値で凡そ百万円）の判決を受け服役している。
明治18年（1885年）、西洋かるた（トランプ）の輸入販売が公認されると、翌年の明治19年（1886年）には花札やメクリカルタの製造販売が事実上解禁となった。明治20年（1887年）1月3日の東京日日新聞の上方屋勝敗堂の広告には「ほん引ふだ」として取扱品目に掲げられている。明治22年（1889年）9月23日、セメント販売業（石灰問屋「灰岩本店」、後に「灰孝本店」へと社名変更）を営む山内房次郎は、京都市下京区正面通り加茂川筋西入鍵屋町12番戸（現・下京区鍵屋町342）に実父の福井宗助の裏稼業であった骨牌製造を引き継ぎ、丸福商店（後の任天堂）を構えて販売した。京都周辺の盆に売り込んだことで注文が入るようになった。さらに、近代煙草産業の始祖・村井吉兵衛と交渉して煙草流通網を利用することに成功、大統領はトップブランドの地位を確立して全国的に広く知られるようになる。明治35年（1902年）4月5日、明治政府は北清事変以後の財政難を理由に骨牌（かるた）税法(明治35年法律第44号)を制定すると、骨牌一組につき一律20銭（現在の価値で約620円）の収入印紙を製造業者に事前購入させ、商品に添付するよう義務付けた。この年、山内房次郎は日本初の国産トランプを製造している。
明治35年（1902年）6月、10代後半から大阪や京都の盆に出入りしてきた鳶梅吉は、初代・会津の小鉄の若頭・長谷川伊三郎に師事した後、実弟である阪口卯之助（阪卯）、鳶藤治郎、鳶亀吉らの協力を得て、29歳で酒梅組を結成。大阪市南区難波新地5丁目56（現・浪速区元町3丁目）にあった自宅まで常盆にしている。その勢力は直系乾分が140名、配下は総勢2000人ともいわれ、盆は大いに繁盛した。
大正12年（1923年）9月1日に起きた関東大震災の頃になると、手本引きは東日本にまで波及しており、昭和5年（1930年）頃には全国的な流行を見せる。
第二次世界大戦に突入すると、客足が遠のき下火になった。戦時中の盆は厳重な灯火管制と夜間爆撃を警戒して昼間に開帳されることが多かった。
終戦後は、警察の要請に応じて治安維持に協力した組織はお目溢しで盆が開けるようになり、復員兵や失業労働者たちが賭客として集まり、再び活況を呈すようになる。
昭和20年（1945年）8月15日、二代目山口組の若衆だった田岡一雄は、神戸市東灘区御影町にあった山丁五島組（組長・大野福次郎）の盆で、昼前から手本引きをしていて、そこで敗戦を告げる玉音放送を聴いている。田岡一雄は、戦後の混乱で警察力が弱体化して治安の悪くなった神戸の街と闇市を第三国人から守るための自警団を組織して頭角を現わすと、山口登の死後しばらく空位であった組長へ田岡を推す声が高まり、昭和21年（1946年）10月13日、神戸市湊川新開地にあった「ハナヤ食堂」（現・神戸市兵庫区新開地2丁目。店舗は明石市桜町11-28へ移転）において、三代目山口組組長を襲名。このときの組員は、先代舎弟6人、先代若衆14人、田岡一雄の直系若衆13人の総勢33人だった。
田岡一雄の舎弟だった小西豊勝は、大東亜戦争終結直後から関西汽船の別府航路で船内賭博を開帳していたが、すぐに警察の取締りで船内賭博ができなくなり、別府市海門寺町に移り、小西組（現・小西一家）を興して街頭賭博を行うようになる。このことで、別府市議会議員・井田栄作を首領とする的屋系組織・二代目井田組との対立を生み、昭和24年（1949年）11月3日、小西組の石井一郎（本名・山川一郎）ら刺客4人が、別府市松原町にあった「松濤旅館」の前で井田栄作を襲撃して瀕死の重傷を負わせる事件を引き起こした。昭和25年（1950年）10月21日、法務府特審局は、団体等規制令を適用することで小西組に解散を命じ、小西組は別府市から神戸市への撤退を余儀なくされる。昭和32年（1957年）3月27日、別府温泉観光産業大博覧会の会場で、二代目井田組組員が石井一郎を拳銃で狙撃して重傷を負わせ、4月2日には、石井組組員が井田栄作配下の別府市会議員・堀泰二郎を刺殺。4月8日には、石井組組員7人が井田邸に猟銃や拳銃を発砲して、その後2ヵ月間に渡り、県内外の暴力団員約400人が両派（石井組＝三代目山口組，二代目井田組＝本多会）に集結して、別府抗争事件へと発展した。昭和40年（1965年）5月、小西豊勝は賭博のもつれから本多会（後の大日本平和会）組員に刺殺され、跡目は実弟の小西音松に継承された。
昭和20年（1945年）10月、大阪市浪速区木津勘助町3丁目（現・敷津西）にあった大正時代から続く博徒系組織・有田組（組長・二代目三阪こと有田円太郎）の盆に出入りしてきた松田雪重は、大阪市西成区に松田組を興した。労働者中心の暴力的かつ高圧的な賭場運営とは一線を画して、負けた賭客に帰りの電車賃や飯代をそっと渡す心遣いが評判となり、西成区内だけでも5箇所の常盆を開設して勢力を拡大、500人規模の組織へと急成長を遂げた。西成区今池22（現・太子2丁目3-19）にあった本家・事務所2階の盆は40畳の広さを誇り、全国の親分衆が出入りする総長賭博がしばしば開帳された。昭和44年（1969年）3月6日に松田雪重が66歳で病没すると、跡目は甥の樫忠義に継承された。
昭和24年（1949年）4月、綱島一家五代目・鶴岡政次郎の代貸だった稲川角二（後の稲川聖城）は、山崎屋一家四代目・石井秀次郎の跡目を継承する形で、熱海市咲見町に稲川一家を興すと、湯河原町の旅館「島田旅館」を常盆にして莫大な利益を上げた。昭和31年（1956年）6月、鶴岡政次郎の勢力圏にあった博徒団体を糾合して、鶴政会（後の錦政会，現・稲川会）を結成。神奈川県や静岡県を中心に東海道の「稲川時代」を拓き、さらに岐阜県や熊本県にまで勢力を拡大させ、「関東の雄」としての地盤を築いた。稲川角二の常盆での種目は花札を用いたアトサキがメインで、稀に手本引きが行われたという。
昭和30年代には、本引き専用の張札が各花札製造元から続々と市販されるようになる。昭和32年（1957年）6月14日、骨牌税法を全文改正したトランプ類税法 (昭和32年法律173号) が施行されたが、繰札と張札はその対象外とされ、非課税となっている。その後、トランプ類税は、平成元年（1989年）4月1日からの消費税導入に伴う間接税の整理により廃止された。
昭和35年（1960年）6月26日、稲川角二は、錦政会（現・稲川会）幹部で林一家総長の林喜一郎から、自民党の安保委員会がアイゼンハワー大統領来日に備えた活動資金を必要としていたため、政財界のフィクサーである児玉誉士夫が、伊豆市長岡の旅館2階の盆で、財界人を相手に6億円近い金を掠め取ったとの報告を受ける。その後、稲川角二は世田谷区等々力6丁目29にあった児玉誉士夫邸を訪ねて恫喝したが、「自分は自民党に貸しはあっても借りはない」と逆に一喝される。これが縁で児玉誉士夫は稲川角二の実質的な親分となり、鶴政会顧問に就任した。
昭和38年（1963年）12月13日、田岡一雄は山口組御事始の席で、「これからのヤクザはバクチやその寺銭では食えなくなるから、皆事業を持つようにすること」と直参組長たちにフロント企業（合法企業）の経営を強く呼びかけた。
昭和39年（1964年）1月、暴力取締対策要綱が制定され、2月13日、警視庁に警視総監を委員長とする対策会議が、その下に刑事部長を長とする組織暴力犯罪取締本部が設置されると、都道府県警察が一体となって、いわゆる第一次頂上作戦を実施。違法な資金獲得活動を狙った取締りを強化。それ以降、証言さえあれば非現行でも逮捕するようになり、盆茣蓙が鋲で固定されていたり目木があれば、現金の有無に拘らず玄人賭博の物的証拠とされ、常盆は壊滅的な打撃を受けて激減した。
昭和39年（1964年）3月19日、神奈川県足柄下郡箱根町塔之沢92の温泉旅館「紫雲荘」で、住吉一家（現・住吉会）三代目・阿部重作の引退に伴う総長賭博を錦政会（現・稲川会）会長・稲川角二と上萬一家・貸元で住吉一家四代目を継承した磧上義光が共同で開帳すると、関東の代紋違いの一家の総長や幹部らが30人を超えて馳せ参じた。一晩で動いた総額が約5億5200万円、祝金として阿部重作のもとに約4400万円が届けられたという。このことは、翌年の昭和40年（1965年）2月17日の組織暴力犯罪取締本部を中心とする家宅捜査で発覚したため、同年2月27日には稲川角二が碑文谷警察署へ出頭、賭博開帳図利容疑で逮捕され、懲役3年の実刑判決が確定した。
昭和39年（1964年）5月、四代目酒梅組組長を中納幸男が襲名。大阪府下の温泉旅館で全国の兄弟分関係者が600人集まり、総長賭博を開帳。1億4千万円が動き、寺銭のうち1600万円が中納に贈られた。
昭和40年（1965年）1月14日、錦政会（現・稲川会）幹部・林喜一郎、同幹部で山川一家総長・山川修身ら5人が賭博開帳容疑で指名手配されると、錦政会会員16人が逮捕された。昭和43年（1968年）から稲川角二が服役した関係で、その3年間は林喜一郎が錦政会会長代行を務めた。
昭和43年（1968年）、山口組系山健組組員が有馬温泉の手本引きの盆で勝つと、儲けの一部を組長の山本健一に上納した。拳銃管理担当だった松下靖男（後の五代目山口組若中）に拳銃2丁を出させ、若頭の東徳七郎に指示して上納金を納めた組員に贈答した。その後、拳銃をもらった組員が起こした喧嘩で、相手を拳銃で殴り倒して、大阪府警察に逮捕された。大阪府警察は、逮捕した山健組組員の妻から、拳銃が山本健一から貰ったものであるという供述を引き出した。昭和44年（1969年）3月、山本健一、東徳七郎ら山健組組員5人が銃砲刀剣類所持等取締法違反で逮捕された。
昭和44年（1969年）三重県警察は、捜査2課と刑事第4ブロックで合同捜査本部を設置すると、1月30日から2月10日までの間、三重県尾鷲市、熊野市、長島町の料理店など数カ所において、本引き賭博を開帳、総額で1億円の現金が動き、約700万円の利益を上げたとして、大阪半六会尾鷲支部相賀組組長・相賀文之、大阪誠会尾鷲支部支部長・野村文生、端地組組長・端地整爾、柳川系山崎組金屋支部支部長・小早川正一を検挙した。
昭和44年（1969年）2月25日、京都府警察捜査4課（暴力団対策課，通称「マル暴」）は、京都七条にあった大島賭場、三芳賭場、菱田賭場など中島連合会直営の常盆を常習賭博現行犯として手入れし、首領幹部ら53人を検挙した。さらに、昭和45年（1970年）7月15日、午後9時頃、賭客10数名を誘引して賽本引きの賭場を開帳していたとして、中島連合会系小若会長・図越利次ら7名を検挙した。中島連合会直営の盆のことを的屋の符牒（隠語）を使って「オキジョウ（七条という意味）」と呼ばれていたが、これにより京都の常盆は激減した。昭和50年（1975年）3月、関西極道界の長老でもあった石本久吉（小久一家総長）をはじめとする周囲の懇願を受け、図越利次は、昭和10年（1935年）以降途絶えていた大名跡・会津小鉄を復活させ三代目会津小鉄会を継承した。
昭和44年（1969年）10月8日、葺合警察署は、神戸市葺合区（現・中央区）熊内橋通6丁目9番地にあった山口組系中山組（組長・中山勝正）舎弟の村津哲也宅において、手本引きをしていたとして、山口組系本多組組長・本多未春ら20名を賭博現行犯事件被疑者として逮捕するとともに、賭金42000円を押収した。この検挙により、10月14日、本多未春は本多組を解散している。
昭和45年（1970年）7月1日、大阪府警察捜査4課は、大阪市天王寺区生玉寺町6丁目20番地夕陽ヶ丘マンション、山口組系白神組（組長・白神英雄）幹部・龍谷裕二こと真田達夫ら胴元6人を賭博開帳図利の容疑で、賭客16人を常習賭博容疑でそれぞれ送検した。賭客には、近鉄球団の土井正博（藤井寺市春日丘3丁目1-4球団宿舎内）も含まれており、書類送検されている。
昭和45年（1970年）8月3日、大阪府警察捜査4課は、同年2月14日から15日にかけ、西成区今池41（現・天下茶屋北1丁目3-4）にあった松田組系愚連隊組織・互久楽会事務所2階の常盆で手本引きをしていたとして、奈良市明日香村村会議長・島田弥八郎を常習賭博容疑で逮捕するとともに、賭客として同席していた四代目酒梅組組長・中納幸男を指名手配している。島田弥八郎は、帳付役の互久楽会常任参与・平沼高男と幼馴染で、数年前から盆に出入りしており、この逮捕により村会議長を辞職することになるが、昭和48年（1973年）7月2日には再び村会議長に返り咲いている。
昭和46年（1971年）10月22日、京都府警察捜査4課は、大阪の酒梅組幹部ら7人が、京都市東山区清閑寺霊山町7にある料理旅館霊山新温泉りょうぜんに賭客を誘引、総勢41人による大規模な手本引きの盆を開帳していたとして、検挙するとともに、1517万円余りを押収している。
昭和47年（1972年）6月7日、兵庫県警察暴力対策2課は、山口組系山健組幹部らによる賽本引き賭博事件検挙。被疑者は27人に昇った。
昭和47年（1972年）6月17日、神奈川県警察捜査4課は、川崎市高津区二子772にあった高木實方において、花札を使った絵本引きをしていたとして、博徒集団の加藤組元組員・西山勁を常習賭博容疑で逮捕した。横浜地方裁判所川崎支部では、賭金に供した金額が約2万円にすぎなかったことから、常習性はなかったとして、懲役3ヶ月の判決を下している。
昭和47年（1972年）10月下旬、山口組若頭補佐で竹中組組長・竹中正久は、姫路市十二所前町28にあった竹中組事務所3階大広間に全国から錚々たる親分衆60数人を集め、5,6日間ぶっ通しの総長賭博を開帳すると、総額で約15億円が動き、寺銭は約1億円に昇ったという。竹中正久の発案により、その日付は最後まで伏せるように根回しされていたため、兵庫県警察暴力対策2課は開帳日を特定できずに逮捕者全員が無罪放免となり、罪に問われることはなかった。
昭和48年（1973年）、山本集は、東淀川区淡路新町に諏訪一家系淡路会内山本組を興し、週2回のペースで盆を開帳すると、一晩の寺銭は約500万円に昇ったという。平成元年（1989年）10月10日、山本組を解散すると画家へと転身。代表作「雄渾（ゆうこん）」 が関西国際空港正面玄関に掲げられている。 平成23年（2011年）12月16日、山本集は病没。享年71。
昭和48年（1973年）9月28日、山口組本部長で小田秀組組長・小田秀臣は、姫路市内の竹中組事務所3階大広間に稲川会幹部らを招いて総長賭博を開帳すると、総額で約50億円が動いた。兵庫県警察暴力対策2課による検挙者は43人に昇ったが、決定的な証拠が得られず、全員が起訴猶予となっている。 昭和62年（1987年）11月5日、小田秀臣は病没。享年57。
昭和48年（1973年）11月10日、京都府警察捜査4課は、中島連合会系洛誠会（会長・山地史郎）幹部ほか2人を、東山区福稲下高松町の組員宅にて、賭客16人を集め、手本引きの盆を開帳していたとして、賭金287万円と道具一式を押収している。
昭和49年（1974年）2月5日、神奈川県警察捜査4課と鶴見警察署は、前年の9月15日から16日にかけ、横浜市中区宮川町3丁目68にあった稲川会山田一家植草組事務所に、組長や大幹部クラスの他、近所のパチンコ店や麻雀店の経営者などを加えた10人余りを集め、手本引きで約1000万円の利益を上げていたとして、稲川会木島一家総長・木島無名ら5人を常習賭博容疑で逮捕するとともに、稲川会山田一家植草組組長・植草昭一ら3人を指名手配している。
昭和50年（1975年）7月24日、松田組系溝口組（組長・溝口正雄）は大阪市北区曾根崎上1丁目10宝山ビル地階にあったスナック喫茶「ヒット」を常盆にしており、そこへ賭客として来た山口組系佐々木組（組長・佐々木道雄）内徳元組（組長・徳元敏雄）舎弟頭・切原大二郎らとのトラブルが発端となって大阪戦争へと突入した。昭和53年（1978年）10月24日、大阪市西成区の文化住宅2階の盆中で、山口組系溝橋組内勝野組副組長・松崎喜代美が、松田組系大日本正義団舎弟・柴田勝を射殺した。松崎と柴田は盆仲（賭博仲間）であった。それにより、最盛期30数ヶ所もあった松田組の常盆は全て閉鎖へと追い込まれ、松田組の常盆で使用する張札などの用具を供給してきた生野区腹見町2丁目13（現・生野区小路東5丁目1-1）にあった小原商店本店は経営難に陥った。この年の11月1日、三代目山口組若頭で山健組組長・山本健一と若頭補佐で山広組組長・山本広、本部長・小田秀臣は、神戸市灘区篠原本町4丁目3-1（現・六代目山口組総本部）の田岡邸に報道陣を招くと、一方的に抗争終結を宣言。それに呼応するように、11月22日には松田組も大阪府警察に終結宣言を提出すると、組織の建て直しを図って「松田連合」と改称したが、傘下組織の相次ぐ離脱により弱体化が進み、昭和58年（1983年）5月25日、二代目松田組組長・樫忠義は松田連合を解散した。その後、堅気となった樫忠義は、大阪東部市場輸送協力組合の理事長に就任するなどして成功を収めたが、平成4年（1992年）には会社を売却。平成8年（1996年）8月18日に自殺している。享年58。
昭和51年（1976年）3月6日、山本健一、大平一雄（本名・杉浦一雄）、竹中正久、小西音松、益田佳於、細田利明、加茂田重政、山崎正、桜井隆之らが、神戸市中央区多聞通2丁目5-13にあった山口組本部2階に集結して、徹夜で総長賭博を開帳した。細田利明が胴元を務め、動いた総額が推定で2億5000万円。寺銭1500万円のうち、450万円が大平一雄へ渡り、そのうちの225万円が山本健一へ渡った。同年3月20日にも同メンバーが山口組本部2階に再集結して総長賭博を開帳。竹中正久が胴元を務め、加茂田重政の負けが通算で3500万円になったという。このことを知った三代目組長・田岡一雄は、山本健一、竹中正久、大平一雄、小西音松を入院先の関西労災病院新館517号室に呼び出して厳重注意をした。この事実を掴んだ兵庫県警察暴力対策2課は、昭和53年（1978年）11月22日に山本健一、竹中正久、大平一雄や細田利明ら14人を指名手配すると逮捕している。本部長だった大平一雄が全ての責任を引き受けて執行猶予付きの懲役刑となり、他の者は罰金刑となった。
昭和52年（1977年）11月2日、神奈川県警察捜査4課と神奈川警察署は、同年9月14日から15日にかけ、神奈川区亀住町にあった左官業・沢地正の自宅に顔見知りの商店主10数人を集め、手本引きの盆を開帳、総額で6000万円の現金が動き、約300万円の利益を上げたとして、稲川会山田一家門脇組幹部・宮原楯二ら4人を賭博開帳図利容疑で逮捕している。
昭和55年（1980年）2月12日、警視庁捜査4課と渋谷、目黒、荏原警察署は、前年の9月4日から5日にかけ、世田谷区千歳台にあった住吉一家（現・住吉会）向後睦会福島組が管理する部屋に賭客十数人を集め、手本引きで約500万円の利益を上げ、さらに都内の組員自宅などでも約30回以上に渡り盆を開帳、総額で20億円近くの現金が動き、約2億円の利益を上げたとして、福島組組長・福島靖倫ら8人を賭博開帳図利容疑で逮捕している。
昭和55年（1980年）3月上旬と中旬、竹中正久は、矢嶋長次、長谷一雄、稲川会会長補佐・林喜一郎、忠政会会長・大森忠明、松正会会長・山本真喜夫らを招待し、竹中組若頭補佐・大西康雄（後の五代目山口組若中）宅などで2回に渡って賽本引きの総長賭博を開帳すると、両日で3、4億円の金額が動いた。この事実を掴んだ兵庫県警察暴力対策2課は、昭和56年（1981年）10月29日に竹中正久とその実弟で岡山竹中組組長の竹中武、岡山竹中組若頭の杉本明政、二代目森川組組長の矢嶋長次、長谷組組長の長谷一雄、稲川会副会長の林喜一郎、大森忠明、山本真喜夫らを捜査員106人を動員して逮捕している。警察では寺銭を約1億5000万円と推定、大阪国税局に所得税法違反容疑で通報している。
昭和56年（1981年）7月23日に田岡一雄が急性心不全により病没。享年68。翌年の昭和57年（1982年）2月4日、山本健一が持病の肝臓疾患により今里胃腸病院で死去。享年56。同年8月15日、田岡邸の隣で総長賭博が開帳された際、四代目山口組組長に山本広を推す三代目山口組若中・佐々木道雄と、それに反対する竹中正久が口論となり対立が表面化した。
昭和56年（1981年）1月30日未明、別府警察署は、別府市内北浜のホテル2階大広間で手本引きの盆を開帳していた山口組系石井組内川近組（組長・川近幸男、別府市幸町8丁目25番地）若頭・辻栄喜ら2人と賭客8人を現行犯逮捕、現金1800万円を押収した。その後、逮捕者数は増え、検挙者50人のうち36人に昇った。賭客は、北九州市在住が23人、大分市と別府市在住が17人、松山市と今治市在住が10人で、スナック経営の水商売女性4人も混ざっていた。1人当たりの平均賭金は32万円で、押収品には「ガリ札」と呼ばれるイカサマ札もあった。
昭和58年（1983年）3月10日午後9時から翌日の午前4時まで、別府市観海寺1丁目にある杉乃井ホテル西館9階955室で、加茂田組組長・加茂田重政と国際林産社長・河野博晶が、賭金総額8000万円に昇ぼる手本引きの総長賭博を開帳したとして、兵庫県警察暴力対策2課が加茂田重政と加茂田組の相談役で辻原住研社長・辻原国夫（44歳）を逮捕して別府警察署へ護送した。さらにこの総長賭博に参加した加茂田組若頭代行大嶋組組長・大嶋巽、大嶋組舎弟・佐藤正伸、大響会会長・宋信一、江波組組長・真鍋今二、高田組組長・高熙詰、岩田組組長・岩田幸雄らを順次逮捕している。
昭和59年（1984年）3月12日、警視庁捜査4課と宮坂警察署は、前年の11月23日から24日にかけ、京都市東山区の民家に京都や東京の会社役員や商店主など賭客20人を集め、手本引きの盆を開帳、約1500万円の利益を上げたとして、下京区東高瀬川筋上ノ口上る岩滝町176-1（現・下京区岩滝町223会津会館）にある会津小鉄会の事務所など11ヶ所を京都府警察の協力を得て一斉捜索した上で、三代目会津小鉄会総裁・図越利一ら最高幹部を含む8人を賭博開帳図利容疑で指名手配している。昭和61年（1986年）7月、図越利一は、三代目会津小鉄会総裁代行兼理事長・高山登久太郎（本名・姜外秀）を四代目会津小鉄会会長に据え、平成13年（2001年）7月7日、京都で歿している。享年87。
昭和59年（1984年）、広島県警察捜査4課は、5月8日、福山市内の運転手や喫茶店経営者を相手に賽本引き賭博をしていた侠道会幹部ら5人を尾道警察署と摘発。賭金は約1億円に昇った。6月8日、共政会幹部ら3人による約2億円に昇る賽本引き賭博を広島中央警察署と摘発。6月12日、三代目浅野組内千田組幹部ら4人による賽本引き賭博を福山東警察署と摘発している。
昭和59年（1984年）6月8日、兵庫県警察暴力対策2課と姫路警察署は、竹中組事務所への家宅捜索を行った。容疑は、2年前の昭和57年（1982年）7月の竹中組と小西一家との喧嘩の際に使用された拳銃が竹中組事務所に隠されていることと、8月に竹中組組員が賽本引き賭博に加わっていたというものだった。
昭和59年（1984年）7月10日、竹中正久が四代目山口組組長を襲名。これを不服とする三代目山口組組長代行・山本広が中心となり、ひと月前の6月13日には山口組を離脱して一和会（本来の読みは「かずわかい」）を結成。8月5日、和歌山県東牟婁郡串本町にあった山口組系松山組（組長・松山政雄）内岸根組組長・岸根敏春が経営する盆で、多額の借金を抱えていた一和会系坂井組（組長・坂井奈良芳）串本支部若頭補佐・潮崎進を岸根敏春が串本町の路上で刺殺。この事件をきっかけに山一抗争が勃発すると、8月23日、竹中正久が義絶状を友誼団体に送り、一和会に対する実質的な絶縁を表明したことで、両組の対立は深刻なものとなった。昭和60年（1985年）1月9日、5年前の昭和55年の賭博事件の上告が棄却され、竹中正久の懲役5ヶ月（未決勾留日数が差し引かれ実際は50日程）が確定して、2月から服役する予定だったが、1月26日、一和会系二代目山広組（組長・東健二）内同心会会長・長野修一、二代目山広組直参組員・長尾直美、二代目山広組内清野組幹部・田辺豊記、二代目山広組内広盛会舎弟頭・立花和夫、一和会系加茂田組若頭・飯田時雄らに、竹中正久の内縁の妻・山坂しのぶの住む吹田市江坂町2丁目4-25にあるマンション（GSハイム第2江坂）1階のエレベーター前で銃撃され、意識不明のまま搬送先の大阪警察病院で翌27日に死亡。享年51。
昭和59年（1984年）8月27日放送のNHK特集「山口組 知られざる組織の内幕」では、西成区天下茶屋北1丁目4にあった酒梅組系陸野組の常盆（通称：たぬき）の摘発現場が映し出され、この頃は大阪だけでも30箇所以上の盆が開帳されていたことが報告されており、盆茣蓙の下に仕込んだ電極を操作することで、胴がサイコロの出目をコントロールしていたことなど、イカサマの実態が暴かれている。
昭和60年（1985年）4月10日、警視庁捜査4課と府中警察署は、渋谷区広尾の高級マンションで手本引きをしていた住吉連合会（現・住吉会）系幹部・周文吉ら9人を現行犯逮捕している。
昭和60年（1985年）5月5日、一和会副会長兼理事長・加茂田重政は、神戸市長田区三番町2丁目2番地1号にあった自宅を常盆にして、直参組員に5時間ひと区切りでカチカチ賭博させるなど、他にも麻雀賭博や本引き賭博もやらせ、組員の一人は2億円、別の一人は3億円の負債を抱えた。山一抗争が続く中、昭和61年（1986年）に賭博罪で懲役1年の判決が下され服役するまで常盆は続けられ、7億円近くの寺銭を得ていた。昭和63年（1988年）4月11日、札幌市ススキノで一和会系加茂田組内二代目花田組組長・丹羽勝治が山口組系弘道会内司道連合幹部・佐々木美佐夫に暗殺されると、その対応を巡って加茂田組は内部から崩壊し、同年5月7日に自身の引退と加茂田組の解散を表明した。令和2年（2020年）9月1日、加茂田重政は神戸市長田区宮丘町1丁目3番地11号にあるサテライト宮丘で死去。享年90。
昭和61年（1986年）7月21日、警視庁捜査4課と巣鴨、高島平警察署は、同年4月12日と22日の2回、豊島区巣鴨の飲食店2階と住吉連合会（現・住吉会）滝野川一家堀越睦会幹部のマンションに稲川会幹部や不動産業者、ゲーム機販売業者ら10人を集め、手本引きの盆を開帳、総額で約4億9000万円の現金が動き、約1600万円の利益を上げていたとして、堀越睦会幹部ら6人を賭博開帳図利容疑で逮捕している。
昭和62年（1987年）5月21日、警視庁捜査4課と池袋警察署は、同年2月7日夜から8日朝にかけて、豊島区池袋2丁目928番地パラッツォ田中201に賭客を集め、手本引きの盆を開帳、総額で約9600万円が動き、約500万円の利益を上げていたとして、極東関口会（現・極東会）田中一家高田会幹部・外崎二三男を賭博開帳図利容疑、賭客の喫茶店経営者ら7人を単純賭博容疑で逮捕している。外崎二三男は1月から4月に渡って、マンションやホテルを使って十数回の盆を開帳して、総額5千万円の寺銭を稼ぎ、組織の運営資金に充てていた。
昭和63年（1988年）5月31日、警視庁捜査4課と月島、荏原、四谷警察署は、都内のホテル客室で大規模な手本引きの盆を開帳、判明しているだけでも3晩で約10億円が動き、2400万円の利益を上げていたとして、稲川会系幹部ら5人を賭博開帳図利容疑で、賭客11人を常習賭博容疑で逮捕している。
昭和63年（1988年）12月13日、四万十市立下田中学校教諭・山口周三（51歳）が、宿毛市内のマンションで山口組系二代目豪友会（会長・岡崎文夫）の組員らと賽本引きをしているところを宿毛警察署署員に現行犯逮捕された。それにより山口周三は取調室で捜査員立ち合いのもと、2学期の通信簿を作成することとなり、教育関係者に衝撃を与えた。

### 平成・令和
平成に入ってからは、西成区の釜ヶ崎や飛田新地とその周辺に集中するほとんどの常盆では、手本引きは消滅して、賽本引きだけとなっていく。大阪府警察捜査4課は、西成区太子1丁目15-13にあった酒梅組系橋本組（組長・橋本実。後に長谷健組組長・長谷阪健一が経営，元雀荘だったことから、通称「日の出」）の常盆、西成区萩之茶屋1丁目4-2にあった酒梅組系谷政組（組長・谷口正雄で五代目酒梅組組長。後に中下組組長・中下元治が経営，通称「霞町」）の常盆、西成区太子1丁目3-17にある酒梅組系天龍会（酒梅組本部。天龍会初代会長・吉村光男で九代目酒梅組組長）の常盆、西成区山王3丁目6-13にあった酒梅組系三代目阪口組（組長・大山光次（本名・辛景烈）で六代目酒梅組組長。後に出口組組長・出口幸太郎が経営，通称「ガレージ」）の常盆を、平成12年（2000年）2月13日、平成16年（2004年）1月15日、平成18年（2006年）1月25日、平成20年（2008年）9月18日、平成21年（2009年）10月20日、平成24年（2012年）2月14日と度々摘発しており、これにより常盆は壊滅状態に陥った。「ガレージ」は30人程度の収容が可能な大阪府下最大規模の常盆で、一日の平均収益は約80万円であったことから、追徴金として3億1040万円が科せられた。平成21年（2009年）9月2日には、七代目酒梅組組長・金山耕三朗（本名・辛景烈）が組織運営の衰退の責任を取って引退を表明。平成22年（2010年）6月18日には三代目森下連合会長で組長代行の南喜雅が八代目酒梅組組長を継承したが、平成25年（2013年）に病気療養を理由に引退すると、2月には天龍会初代会長で舎弟頭の吉村光男が九代目酒梅組組長を継承した。
平成元年（1989年）7月21日、大阪府警察捜査4課は、同年2月16日から17日にかけ、貝塚市清児にある五代目山口組系山健組内高橋組組員宅に賭客20人を集め、賽本引きの盆を開帳、総額で約1億円の現金が動き、約3000万円の利益を上げたとして、岸和田市今木町135に事務所を構える五代目山口組系山健組内高橋組組長・高橋昇を賭博開帳図利容疑で逮捕している。
平成2年（1990年）4月11日、兵庫県警察暴力対策2課と甲子園警察署は、同年1月13日から14日にかけ、大阪市港区にある別の組の事務所に山口組系組員約30人を集め、賽本引きの盆を開帳、総額で約1億8000万円の現金が動き、約3000万円の利益を上げたとして、山口組系中博組組長・中西勝博を常習賭博容疑で逮捕している。このことは、同年2月に組員・中西隆を傷害容疑で逮捕したことがきっかけで発覚した。
平成6年（1994年）5月13日、福岡県警察北九州地区暴力団取締本部と小倉北警察署は、小倉南区の空き家に暴力団関係者や会社役員らを集め、手本引きの盆を開帳した工藤連合草野一家（現・工藤會）三村組組長・三村睦雄ら29人を現行犯逮捕している。
平成6年（1994年）7月14日、大阪府警察捜査4課は、同年3月4日から5日にかけ、門真市のマンションで手本引きの盆を開帳、約1000万円の利益を上げたとして、寝屋川市長栄寺町16-7に事務所を構える五代目山口組系山健組内鈴秀組（二代目組長・鈴木寛志）の組員ら18人を賭博開帳図利容疑で逮捕している。すでに略式起訴された15人の組員らが納めた罰金だけでも総額630万円、賭客15人も1人20万円から50万円ずつ総額630万円の罰金を納めている。
平成7年（1995年）1月10日、大阪府警察捜査4課は、平成4年（1992年）5月20日に、西成区出城のマンションに暴力団関係者ら約30人を集め、賽本引きの盆を開帳、総額で約3億円の現金が動き、約2000万円の利益を上げたとして、東大阪市に事務所を構える五代目山口組系山健組内健竜会（三代目会長・山本一廣）幹部を賭博開帳図利容疑で逮捕している。
平成8年（1996年）3月10日、大阪府警察捜査4課は、大阪府堺市堺区甲斐町東1-2-28難波安綜合ビルに本部を置く五代目山口組系難波安組組長・小林治を賽本引き賭博事件で検挙。同年10月12日、岡山県警察捜査4課は、津山市川崎113-2に本部を置く五代目山口組系宅見組内杉本組（組長・杉本明政）組員・秋元直樹を賽本引き賭博事件で検挙。
平成19年（2007年）2月25日、京都府警察組織犯罪対策2課と伏見警察署は、宇治市槙島町のマンションで手本引きの盆を開帳していた六代目山口組系幹部・堀越保彦ら3人を賭博開帳図利容疑、賭客9人を常習賭博容疑で現行犯逮捕している。前年の平成18年（2006年）11月頃から週1度、深夜から早朝にかけ盆を開帳していた。
平成19年（2007年）9月3日、大阪府警察捜査4課と生野警察署は、同年3月17日、大阪市中央区瓦屋町3のビル一室で賽本引きの盆を開帳していたとして、韓国籍で六代目山口組系山健組内健竜会（五代目会長・中田広志）の組員・金成を賭博開帳図利容疑、元暴力団組員や建設業の男2人を常習賭博容疑で逮捕している。
平成21年（2009年）、これまで会津小鉄会を中心に京都の盆に張札などの用具を供給してきた松井天狗堂（下京区十禅師町196-5）は、職人の高齢化や後継者不在などを理由に製造を中止、平成22年（2010年）3月には閉店した。平成28年（2016年）12月5日に三代目・松井重夫が病没。享年85。
平成22年（2010年）6月10日、大阪府警察捜査4課は、前年の11月23日に、大阪市中央区にあるホテル客室（スイートルーム）で賽本引きをしていたとして、六代目山口組系弘道会幹部で、浪速区恵美須西2丁目4-8に事務所を構える三代目米川組組長・吉島宏ら幹部3人を賭博開帳図利容疑で逮捕。賭客はいずれも暴力団関係者で、六代目山口組系山健組幹部で大阪市中央区島之内2丁目7-27に事務所を構える兼一会会長・荒木一之ら3人も常習賭博容疑で逮捕したが、同年7月7日に大阪地方検察庁は、嫌疑不十分につき不起訴処分としている。
平成24年（2012年）1月17日、西成警察署は、賽本引きの盆を開帳していた六代目山口組系山健組内健竜会の若中で、大阪市中央区東心斎橋に事務所を構える三代目炎龍會會長・濱田秀信を賭博開帳図利容疑、賭客3人を常習賭博容疑で現行犯逮捕している。
平成26年（2014年）5月24日、大阪府警察捜査4課は、住之江区のマンションで賽本引きの盆を開帳していた西成区山王3丁目19-15で「スナック再会」を経営する田邊隆（69歳）ら9人を賭博開帳図利、賭客7人を常習賭博容疑で現行犯逮捕するとともに、胴元側が用意した現金約250万円を押収している。
平成27年（2015年）7月8日、大阪府警察捜査4課は、前年の10月30日から31日にかけ、和歌山県白浜町のホテル客室に設けた賭場で賽本引きをしていたとして、六代目山口組系健心会（浪速区塩草3丁目9-3／二代目会長・江口健治）の元幹部・田口清容を賭博開帳図利容疑で逮捕している。
平成29年（2017年）7月8日、大阪府警察捜査4課は、天王寺区上本町のマンションで賽本引きの盆を開帳していた田邊隆（73歳）ら男女8人を賭博開帳図利または賭博開帳図利幇助、賭客6人を常習賭博容疑で現行犯逮捕するとともに、胴元側が用意した現金約200万円を押収している。
令和6年（2024年）5月30日、大阪府警察捜査4課は、浪速区日本橋西2丁目2番地1号の市営住宅に住む呉玉順（88歳）の和室で、ひと勝負千円以上の賽本引きの盆を開帳していた元ヤクザで前科15犯の田邊隆（79歳）ら男女3人を賭博開帳図利または賭博開帳図利幇助で、客として興じていた94歳女性を含め4名を現行犯逮捕するとともに、現金170万円や道具一式を押収している。押収した道具一式の設営を大阪府警察内で再現すると、マスコミに公開した。
警察庁が刊行する『警察白書』によると、昭和59年（1984年）の賭博事犯検挙件数が934件だったのに対して、平成26年（2014年）の賭博事犯検挙件数は66件と、この30年間で大幅に検挙件数が減少しており、ヤクザ社会のシノギ（資金獲得活動）が大きく変容したことを示している。

## 関連作品・イベント

### 小説
初めて手本引きを題材に小説を発表したのは青山光二で、妻の姉の夫が博徒の親分で自宅で盆を開帳していたことが機縁となっている。
ギャンブル小説の第一人者にして、手本引きに関する作品も数多く執筆してきた阿佐田哲也は、「世の中には三千種以上のギャンブルがあるが、面白さでは一位がホンビキ、二位が競輪だろう」と手本引きを高く評価するコメントを残している。
また、作家の安部譲二は、胴師の経験があり「特にハマったのは手本引っていう博打でさ、純日本製、単純にして完全無欠。国際的にポピュラーなポーカーやブリッジなど、手本引の面白さと合理性には足もとにも及びません」と著書に綴っている。
- 刃（やいば）／昭和文学全集32（青山光二/著、近代文学 1948年9月号／小学館、1989年）ISBN 978-4095680323
- 鬼辰の息子（青山光二/著、現代社、1957年）ISBN 978-4575006216
- 仁義転々／仁義転々（青山光二/著、特集文藝 1957年3月号／双葉社、1999年）ISBN 978-4575506853
- 日本版黄金の腕／極道者 アウトロー小説集（青山光二/著、別冊小説新潮 1958年10月号／筑摩書房、2002年）ISBN 978-4480037152
- 博徒二代／仁義転々（青山光二/著、別冊小説新潮 1959年1月号／双葉社、1999年）ISBN 978-4575506853
- モガスケ／仁義転々（青山光二/著、小説新潮 1959年8月号／双葉社、1999年）ISBN 978-4575506853
- 乾いた花／新潮日本文学62 石原慎太郎集（石原慎太郎/著、新潮社、1959年）
- 黒い黄金部屋（佐川桓彦/著、浪速書房、1960年）
- 一匹の獣／仁義転々（青山光二/著、別冊小説新潮 1963年秋季号／双葉社、1999年）ISBN 978-4575506853
- 獣の倫理／仁義（青山光二/著、小説現代 1964年10月号／徳間書店、1991年）ISBN 978-4195993576
- 修羅の人（青山光二/著、講談社、1965年）ISBN 978-4875194132
- 盆茣蓙めくり／仁義転々（青山光二/著、小説現代 1965年3月号／双葉社、1999年）ISBN 978-4575506853
- 紅夜叉登場／極道（青山光二/著、カラー小説 1969年9月号／徳間書店、1990年）ISBN 978-4195992067
- 縄張り勝負／仁義転々（青山光二/著、話のタネ本臨時増刊 1971年／双葉社、1999年）ISBN 978-4575506853
- 現代女侠列伝／女侠（青山光二/著、別冊土曜漫画 1972年2月18日〜4月28日号／徳間書店、1993年）ISBN 978-4195775585
- 博徒（青山光二/著、徳間書店、1992年）ISBN 978-4195773147 ※「終わりなき賭け」（講談社、1975年）の改題
- 野望の階段（藤本義一/著、徳間書店、1974年）
- 札師（青山光二/著、光風社出版 , 角川書店、1978年）ISBN 978-4041588024
- 耳の家みみ子／ギャンブル党狼派（阿佐田哲也/著、角川書店、1980年）ISBN 978-4041459553
- おれは賭場野郎（青山光二/著、光風社出版、1980年）
- 新麻雀放浪記 申年生まれのフレンズ（阿佐田哲也/著、文藝春秋、1981年）ISBN 978-4167323011《牌本引》
- ホンビキ原作屋／ああ勝負師（阿佐田哲也/著、角川書店、1980年）ISBN 978-4041459577
- 老骨／ばいにんぶるーす（阿佐田哲也/著、講談社、1982年）ISBN 978-4061835221
- 家族　ファミリー（山口瞳/著、文藝春秋、1983年）ISBN 978-4167123079
- 六郷川（村石利夫/著、有朋舎、1983年）ISBN 978-4896870442
- ドサ健ばくち地獄（阿佐田哲也/著、角川書店、1984年）ISBN 978-4041459645
- 小説 阿佐田哲也（色川武大/著、角川書店、1984年）ISBN 978-4041459027
- 女の淵（藤本義一/著、勁文社、1985年）ISBN 978-4766902457
- ばくち打ちの子守唄（阿佐田哲也/著、島津書房、1986年）ISBN 978-4882180234
- 次郎長放浪記（阿佐田哲也/著、角川書店、1986年）ISBN 978-4041459690
- 天国野郎 （清水一行/著、角川書店 、1987年）ISBN 978-4041463512
- 悲しきヒットマン（山之内幸夫/著、徳間書店 、1988年）ISBN 978-4191337022
- 関西博徒妻 昭和戦国時代（藤秀峰/著、双葉社、1989年）ISBN 978-4575501032
- クイックサンド（宇佐美宏子/著、作家社、1989年）
- ヤバ市ヤバ町雀鬼伝1（阿佐田哲也/著、講談社、1990年）ISBN 978-4061847484
- 陽炎(KAGERO) （栗田教行/著、角川書店、1991年）ISBN 978-4047825017
- 極道記者（塩崎利雄/著、白夜書房、1991年）ISBN 978-4893672377
- 殺人の駒音（亜木冬彦/著、角川書店、1992年）ISBN 978-4047832015
- 伝説のやくざ ボンノ（正延哲士/著、三一書房、1992年）ISBN 978-4380902314
- 戒厳令下のチンチロリン（藤代三郎/著、角川書店、1992年）ISBN 978-4041829011
- ツラを張る女／同伴賭博（安部譲二/著、週刊小説、1992年10月9日号／実業之日本社、1994年）ISBN 978-4408532233
- 照柿（高村薫/著、講談社、1994年）ISBN 978-4062069021
- 疫病神（黒川博行/著、新潮社、1997年）ISBN 978-4101370132
- ほんびき落とし／麻雀放蕩記（黒川博行/著、双葉社、1997年）ISBN 978-4575232998
- 二進法の犬（花村萬月/著、光文社、1998年）ISBN 978-4334073169
- 波谷守之【最後の博徒】への鎮魂歌（正延哲士/著、洋泉社、2001年）ISBN  978-4896915549
- くすぶり（出口真理子/著、文芸社、2004年）ISBN 978-4835579214
- 山口組三代目 田岡一雄自伝（田岡一雄/著、徳間書店、2006年）ISBN 978-4198622381
- 消し屋A（ヒキタクニオ/著、文藝春秋、2006年）ISBN 978-4167702021
- ワルツ（花村萬月/著、角川書店、2008年）ISBN 978-4041898116
- 悪果（黒川博行/著、角川書店、2010年）ISBN 978-4043943814
- 跪き、道の声を聞け（ヒキタクニオ/著、PHP研究所、2011年）ISBN 978-4569795003
- いねむり先生（伊集院静/著、集英社、2011年）ISBN 978-4087450996
- 臆病者（浜田文人/著、角川春樹事務所、2011年）ISBN 978-4758435932《賽本引》
- 世直し道楽伝 お助け侍奔る（菅靖匡/著、学研パブリッシング、2012年）ISBN 978-4059007722《絵本引》
- 将軍の切り花 帳合屋音次郎 取引始末（藤村与一郎/著、PHP研究所、2013年）ISBN 978-4569679402
- ぬけまいる（朝井まかて/著、講談社、2014年）ISBN 978-4062779852
- 勁草（黒川博行/著、徳間書店、2015年）ISBN 978-4198639570 《賽本引》
- 浪速の少年…博徒たち（朝立十兵衛/著、出版文化社、2015年）ISBN 978-4883385799
- 新極道記者（塩崎利雄/著、徳間書店、2016年）ISBN 978-4198642495
- 少女博徒 －手本引地獄－（濠門長恭/著,藤間慎三/イラスト、ＳＭＸ工房、2017年）
- 小説 孤狼の血 LEVEL2（柚月裕子/原作,池上純哉/映画脚本,豊田美加/ノベライズ、角川書店、2021年）ISBN 978-4041113318

### 映画
主として仁侠映画（ヤクザ映画）に登場することが多く、中でも鶴田浩二が主演した「博奕打ちシリーズ」の第1弾『博奕打ち』と第6弾『いかさま博奕』に本格的で詳細な賭場の場面を観ることができる。この映画を監督した小沢茂弘は、実際に賭場を巡る徹底的な取材を通して、手本引きのルールを把握することでより楽しめる娯楽作に仕上げている。
「緋牡丹博徒シリーズ」でも緋牡丹のお竜（藤純子）が賭場の場面で行っていたのが手本引きで、監修を担当したのは、任侠界の元老で小久一家総長の石本久吉であった。
藤純子の実父でもあり、プロデューサーの俊藤浩滋は、太平洋戦争時から、神戸市東灘区御影町にあった山丁五島組の盆中へ通うようになり、親分・大野福次郎の知己を得て博徒たちと親交を深め、その後の東映の仁侠映画製作に大きく貢献することとなる。勝新太郎監督主演で製作された『顔役』では、「ボンノ」こと三代目山口組若頭補佐・菅谷政雄が全面協力しており、京都大映撮影所に組まれた賽本引きの盆のセットには、本職の博徒たちが駆けつけ出演しており、フェイク・ドキュメンタリー・スタイルでありながら、道具立てや所作を窺い知ることのできる一級の映像資料となった。
- 悪魔の顔（松竹、1957年）
- 悪名シリーズ（大映）悪名（1961年），第三の悪名（1963年），［悪名一番（1963年）］
- 乾いた花（松竹、1964年）《絵本引》
- 博徒シリーズ（東映）博徒（1964年）
- 女賭博師シリーズ（大映）女の賭場（1966年），女賭博師（1967年），女賭場荒らし（1967年），関東女賭博師（1968年），鉄火場破り（1968年），尼寺開帳（1968年），奥ノ院開帳（1968年），花の切り札（1969年）
- 博奕打ちシリーズ（東映）博奕打ち（1967年），一匹竜（1967年），総長賭博（1968年），いかさま博奕（1968年），必殺博奕打ち（1969年），外伝 （1972年）
- 日本侠客伝シリーズ（東映）絶縁状（1968年），昇り龍（1970年），刃（ドス）（1971年）
- 緋牡丹博徒シリーズ（東映）緋牡丹博徒（1968年），一宿一飯（1968年），花札勝負（1969年），鉄火場列伝（1969年），お竜参上（1970年），お命戴きます（1971年），仁義通します（1972年）
- 博徒列伝（東映、1968年）
- 日本暴力団シリーズ（東映）組長と刺客（1969年），殺しの盃（1972年）
- 昭和残侠伝シリーズ （東映）人斬り唐獅子（1969年）
- 関東おんな極道（大映、1969年）
- 博徒一代 血祭り不動（大映、1969年）
- 戦後最大の賭場（東映、1969年）
- 博徒百人 任侠道（日活、1969年）
- 夜の牝 花のいのち（日活、1969年）
- 花札勝負 猪の鹿三番勝負（東映、1970年）
- 現代女胴師（東映、1970年）
- 喜劇ギャンブル必勝法（東映、1970年）
- 女渡世人シリーズ（東映） 女渡世人（1971年），おたの申します（1971年）
- 懲役太郎 まむしの兄弟（東映、1971年）《賽本引》
- 傷だらけの人生シリーズ（東映）傷だらけの人生（1971年）、古い奴でござんす（1972年）
- 関東兄弟仁義 仁侠（東映、1971年）
- 尼寺博徒（東映、1971年）
- 顔役（ダイニチ映配、1971年）《賽本引》
- 昭和おんな博徒（東映、1972年）
- 銀蝶流れ者 牝猫博奕（東映、1972年）
- 昭和極道史（東映、1972年）《絵本引》
- 不良姐御伝 猪の鹿お蝶（東映、1973年）
- 花と龍（松竹、1973年）《賽本引》
- 仁義なき戦いシリーズ（東映）仁義なき戦い（1973年），広島死闘篇（1973年），［代理戦争（1973年），頂上作戦（1974年）］
- 山口組三代目シリーズ（東映）山口組三代目（1973年），三代目襲名（1974年）
- 山口組外伝 九州進攻作戦（東映、1974年）
- ザ・ヤクザ（ワーナー・ブラザース、1974年）
- 仁義の墓場（東映、1975年）《樗蒲一》
- 県警対組織暴力（東映、1975年）
- やくざの墓場 くちなしの花（東映、1976年）
- やくざ戦争 日本の首領（東映、1977年）
- 日本の仁義（東映、1977年）
- 陽暉楼（東映、1983年）
- 最後の博徒（東映、1985年）
- 極道の妻たちシリーズ（東映）極道の妻たちII（1987年），新極道の妻たち 惚れたら地獄（1994年），極道の妻たち 決着（1998年），極道の妻たち 死んで貰います（1999年），極道の妻たち リベンジ（2000年）
- 陽炎シリーズ（松竹）陽炎（1991年），陽炎2（1996年），陽炎3（1997年），陽炎4（1998年）
- 極道記者（大映、1993年）
- やくざ道入門（バンダイ、1994年）
- 大阪極道戦争 しのいだれ（大映、1994年）
- 新・悲しきヒットマン（ギャガ・コミュニケーションズ、1995年）《賽本引》
- 女賭博師 花吹雪お涼（パル企画、1996年）
- シャブ極道（大映、1996年）※『大阪極道戦争 白の暴力』『大阪極道戦争 白のエクスタシー』のタイトルで二巻に分けビデオソフト化
- 恋極道（東映、1997年）
- 世紀末博狼伝サガ（ジーダス、1997年）※OV
- 残俠（東映、1998年）
- 首領への道1，8，17，18（GPミュージアム、1998〜2003年）※現・オールインエンタテインメント，OV
- ドンを撃った男（ギャガ・コミュニケーションズ、1999年）《賽本引》
- 新・第三の極道 IX  裏盃 流血の掟 （GPミュージアム、1999年）※現・オールインエンタテインメント，OV
- 悪名 蘇る大和魂（イップ・エンターテイメント、2001年）
- 実録・夜桜銀次2（東映，東映ビデオ、2001年）
- 実録・日本極道列伝 極道者（タキ・コーポレーション、2002年）※OV
- 伝説のやくざボンノ 烈火の章，落日の章（GPミュージアム、2002年）※現・オールインエンタテインメント，OV
- 昭和博徒外伝（ジーダス、2003年）※OV
- 実録 名古屋やくざ戦争 統一への道 （GPミュージアム、2003年）※現・オールインエンタテインメント，OV
- 伝説のやくざ 最後の博徒 修羅の章，残侠の章（東映、2003〜2004年）※OV
- 実録・竹中正久の生涯 荒らぶる獅子 前編，後編（GPミュージアム、2004年）※現・オールインエンタテインメント，OV
- 実録 広島四代目 第一次抗争編（GPミュージアム、2004年）※現・オールインエンタテインメント，OV
- 実録 絶縁 完結編（GPミュージアム、2004年）※現・オールインエンタテインメント，OV
- 実録プロジェクト893XX ヤクザの全貌 シノギ抗争編（GPミュージアム、2004年）※現・オールインエンタテインメント，OV，ドキュメンタリー
- 実録・なにわ山本組 捨身で生きたる！ 前編，後編（GPミュージアム、2004年）※現・オールインエンタテインメント，OV
- 誇り高き野望3（アネック、2005年）※OV
- 実録・大阪やくざ戦争 報復（GPミュージアム、2005年）※現・オールインエンタテインメント，OV
- 日本極道史 仁義絶叫（ラインコミュニケーションズ、2005年）※OV
- 実録 広島極道抗争 佐々木哲夫の生涯（GPミュージアム、2006年）《賽本引》※現・オールインエンタテインメント，OV
- 極道の山本じゃ! 1 捨て身の極道編，2 伝説の親分編（GPミュージアム、2006年）※現・オールインエンタテインメント，OV
- 実録・九州やくざ抗争 誠への道（GPミュージアム、2006年）※現・オールインエンタテインメント，OV
- 修羅の抗争 極道はクリスチャン （ラインコミュニケーションズ、2007年）※OV
- 殺戮の応酬 （GPミュージアム、2007年）※現・オールインエンタテインメント，OV
- 侠友よ 実録九州やくざ抗争史LB熊本刑務所vol.3（GPミュージアム、2007年）※現・オールインエンタテインメント，OV
- 平成清水一家 完結編（GPミュージアム、2007年）※現・オールインエンタテインメント，OV
- 実録・鯨道1，5，8，9，10，11，13 （GPミュージアム、2007〜2009年）※現・オールインエンタテインメント，OV
- 極道の紋章 第四章（GPミュージアム、2008年）※現・オールインエンタテインメント，OV
- 新・首領への道1（GPミュージアム、2008年）※現・オールインエンタテインメント，OV
- 関西極道 流血の抗争史 哀愁の刃編（GPミュージアム、2008年）※現・オールインエンタテインメント，OV
- 稲穂の無頼1（GPミュージアム、2009年）※現・オールインエンタテインメント，OV
- 野望への挑戦 完結編（GPミュージアム、2009年）※現・オールインエンタテインメント，OV
- 新鯨道 侠魂（GPミュージアム、2009年）※現・オールインエンタテインメント，OV
- 鳳3（GPミュージアム、2010年）※現・オールインエンタテインメント，OV
- 新・日本暴力地帯 （GPミュージアム、2010年）※現・オールインエンタテインメント，OV
- 抗争の黙示録（オールインエンタテインメント、2012年）※OV
- 傷だらけの侠達（オールイン エンタテインメント、2012年）※OV
- 任侠ヤンキー DOUBLE MAX（ラインコミュニケーションズ、2013年）※OV
- 日本やくざ抗争史 西成抗争 （オールイン エンタテインメント、2014年）※OV
- 日本統一8 （オールイン エンタテインメント、2014年）※OV
- やくざの女2（オールイン エンタテインメント、2015年）※OV
- 代紋の墓場1（オールイン エンタテインメント、2015年）※OV
- 新・極道の紋章4,5（オールイン エンタテインメント、2015年）※OV
- ヤクザと憲法（東海テレビ放送、2016）ドキュメンタリー映画
- 制覇8（オールイン エンタテインメント、2016年）※OV
- 頂点（てっぺん）2（オールイン エンタテインメント、2017年）※OV
- LUPIN THE IIIRD 血煙の石川五ェ門 （ショウゲート、2017年）※アニメーション
- カスリコ （珠出版、2018年）
- 孤狼の血 LEVEL2（孤狼の血 LEVEL2製作委員会、東映、2021年）
- バッド・ランズ（バッド・ランズ製作委員会、東映、ソニーピクチャーズ、2023年）《賽本引》

### 漫画
実録ヤクザ漫画においては、背景として描かれる場合がほとんどで、物語の主軸になることは稀である。それでも『世紀末博狼伝サガ』では、第2巻から4巻にかけて「手本引き大博打」と題した手本引きによる勝負の駆け引きが濃厚に描写されている。ただし、胴が勝負の初めに繰札をピンに戻していない点、紙下の扱い方などの作法面でおかしな描写が見られる。『アカギ』第36巻では、手本引きを簡潔かつ丁寧に解説している。ただし、目木の向きが逆になっていたり、紙下の扱い方などでおかしな描写が見られる。
- 包丁無宿（たがわ靖之/著、日本文芸社・ニチブンコミックス、1988年）ISBN 978-4537031980 第17巻 第3話
- はいすくーる仁義（水穂しゅうじ/著、集英社・ジャンプコミックススペシャル、1990年）ISBN 978-4088617831 第3巻 蛇の道
- 代紋TAKE2（木内一雅,渡辺潤/著、講談社・ヤングマガジンコミックス、1991年）ISBN 978-4061022669 第4巻 第37,38話
- 極道記者（塩崎利雄/原作,西脇英夫/脚色,みね武/劇画、芳文社コミックス、1991年）ISBN 978-4832226296 第1〜2巻 第1,16,17話
- こちら大阪社会部（大谷昭宏/作,大島やすいち/画、講談社・ミスターマガジンKC、1992）ISBN 978-4063280067 第1巻 第4話
- 修羅がゆく（川辺優/原作,山口正人/劇画、ニチブンコミックス、1992年）ISBN 978-4537037388 第6巻 VOL.6 博打
- 靖逆の犬（原田久仁信/作画,注連木賢/原作、双葉社・アクションコミックス、1993年）ISBN 978-4575818529 全1巻 第6話
- ピカイチ!（木内一雅,三山のぼる/著、講談社・ミスターマガジンKC、1994年）ISBN 978-4063280777 第6巻
- 世紀末博狼伝サガ（宮下あきら/著、集英社・ジャンプコミックスデラックス、1996〜1997年）ISBN 978-4088586571 第2〜4巻 手本引き大博打
- プロ野球スカウト物語 隠し球ガンさん（やまだ浩一/画,木村公一/作、文藝春秋・ビンゴコミックス、1997年）ISBN 978-4160900202 第2巻
- 昭和極道史（村上和彦/原作作画,村上憲治/作画協力、竹書房・バンブーコミックス、1997〜1999年）ISBN 978-4812451601 第1,4,6,11,20巻
- 天道（向谷匡史/著、神田たけ志/イラスト、日本文芸社・ニチブンコミックス、1998年）ISBN 978-4537097931 第3巻
- 賭けゴロ（津流木詞朗/作,地引かずや/画、実業之日本社・マンサンコミックス、1998年）ISBN   978-4408164519 第13巻
- 根こそぎフランケン（押川雲太朗/著、竹書房・近代麻雀コミックス、2000年）ISBN  978-4812453636 第5巻《牌本引》
- 龍子（千葉きよかず/著、実業之日本社・マンサンコミックス、2001年）ISBN  978-4408165752 第4巻
- アプサラス（安部譲二/原作,深山雪男/作画、小学館・ヤングサンデーコミックス、2001年）ISBN  978-4091524942 第4巻
- 実録山口組四代目・竹中正久 荒らぶる獅子（ももなり高/画,笠井和弘/脚本,溝口敦/原作、竹書房・バンブーコミックス、2001〜2007年）ISBN  978-4812455661 第2,3,8巻 第8,12,13,19,60,61話
- 実録アウトロー列伝 悪魔のキューピー（北方勝/画,本堂淳一郎/原作, 芹沢耕二/脚本、ぶんか社・ぶんかコミックス、2002年）ISBN  978-4821199372 第1,2巻
- ごくせん（森本梢子/著、集英社・YOUコミックス、2002年）ISBN  978-4088625393 第4巻
- 白竜（天王寺大/作,渡辺みちお/画、日本文芸社・ニチブンコミックス、2002年）ISBN  978-4537100785 第10巻
- 賭博師 梟（さいふうめい/原作,星野泰視/漫画、講談社・少年マガジンコミックス、2003年）ISBN 978-4063632941《牌本引》
- 実録 最後の博徒 波谷守之（摩周子/画,正延哲士/原作,天龍寺弦/脚本、竹書房・バンブーコミックス、2004年）ISBN 978-4812461129 博徒不屈編,博徒決別編
- 実録 残侠 三代目会津小鉄 図越利一（高橋晴雅/画,山平重樹/原作、竹書房・バンブーコミックス、2004〜2005年）ISBN 978-4812460450 希代の侠客編,三代目襲名編
- SEX（上條淳士、小学館・ヤングサンデーコミックス、2005年）ISBN 978-4091531865 第6巻 第45話
- 実録 仁義なき戦い外伝 激烈ヤクザ伝 悪魔のキューピー 大西政寛（左近士諒/画,本堂淳一郎/原作,天龍寺弦/脚本、竹書房・バンブーコミックス、2005〜2006年）ISBN 978-4812463611 血塗れの二丁拳銃編,キューピーの最期編
- 実録 義侠ヤクザ博徒伝 高橋徳次郎 侠道（松田一輝/画,正延哲士/原作,天龍寺弦/脚本、竹書房・バンブーコミックス、2006年）ISBN 978-4812463611 灼熱地獄編
- 実録 残侠博徒ヤクザ伝 森川鹿次（木村栄志/画,正延哲士/原作,天龍寺弦/脚本、竹書房・バンブーコミックス、2006年）ISBN 978-4812463475 義侠二代編
- 実録 激動ヤクザ伝 鬼頭良之助と山口組二代目（池田鷹一/画,正延哲士/原作、竹書房・バンブーコミックス、2006年）ISBN 978-4812463628  侠客の掟編
- 実録 残侠博徒ヤクザ伝 山口組直参森川組二代目 矢嶋長次 博徒の本流編（木村栄志/画,正延哲士/原作、天龍寺弦/脚本、竹書房・バンブーコミックス、2006年）ISBN 978-4812463697
- 実録 悠々ヤクザ伝 福原陸三 侠客稼業編（二ツ木哲郎/画,山平重樹/原作、天龍寺弦/脚本、竹書房・バンブーコミックス、2006年）ISBN 978-4812463734
- 緋牡丹博徒 お竜仇討ち旅（かどたひろし/画,鈴木則文/脚本,天龍寺弦/漫画版脚本、竹書房・バンブーコミックス、2007年）ISBN 978-4812463857 第1話
- 実録 義侠ヤクザ博徒伝 侠道 森田幸吉 命名!侠道会編（松田一輝/画,正延哲士/原作、天龍寺弦/脚本、竹書房・バンブーコミックス、2007年）ISBN 978-4812463932
- ギャンブルッ!（鹿賀ミツル/著、小学館・少年サンデーコミックス、2007年）ISBN  978-4091211491 第1巻 第1話
- 実録 覇道ヤクザ伝 山口組三代目田岡一雄 山口組壊滅作戦編（高橋晴雅/画,猪野健治/原作、天龍寺弦/脚本、竹書房・バンブーコミックス、2007年）ISBN 978-4812466216
- 天狼（さいふうめい/作,藤堂裕/画、小学館・ビッグコミックス、2008年）ISBN 978-4091817600 第6,7話
- 実録 剛胆ヤクザ伝 竹中組組長 竹中武（春田まんぼう/作画,土井泰昭/脚本、竹書房・バンブーコミックス、2008年）ISBN 978-4812469057
- THE LAST FATHER 山口組三代目（田岡一雄/原作,池辺かつみ/作画、徳間書店・トクマコミックス、2009年）ISBN 978-4197804313 第1〜3巻
- 実録 義侠ヤクザ伝 侠道会初代会長 森田幸吉（緒方恭二/作画,芹沢耕二/脚本、竹書房・バンブーコミックス、2009年）ISBN 978-4812469743 義戦の旗編
- 明治緋色綺譚（リカチ/著、講談社・BE LOVE KC、2013年）ISBN 978-4-06-380381-5　第7巻 30幕
- ギャンブルフィッシュ（青山広美/原作,山根和俊/作画、秋田書店・少年チャンピオンコミックス、2010年）ISBN 978-4253209489　第15巻
- 難波金融伝・ミナミの帝王（天王寺大/原作,郷力也/劇画、日本文芸社・ニチブンコミックス、2011年）ISBN 978-4537127126　第108巻
- 理念と信念を貫いた 竹中武組長一代記（春田まんぼう/作画,土井泰昭/脚本、笠倉出版社・カルトコミックス、2015年）ISBN 978-4773098648
- 実録 血の山口組抗争史 三代目山口組若頭補佐 菅谷政雄 ボンノ（やまもとしゅうじ/作画,土井泰昭/脚本、笠倉出版社・カルトコミックス、2015年）ISBN 978-4773098686
- 毒親こじらせ家族（松本耳子/著、竹書房・バンブーエッセイセレクション、2015年）ISBN  978-4801903777
- ゴールデンカムイ（野田サトル/著、ヤングジャンプコミックス、2017年）ISBN 978-4088906393　第11巻 105話
- アカギ 闇に降り立った天才（福本伸行、竹書房・近代麻雀コミックス、2018年）ISBN 978-4801963085　第36巻
- 東方酔蝶華 ロータスイーター達の酔醒（ZUN/原作,水炊き/漫画、月刊コンプエース）第29話

### ゲーム
- 天外魔境 風雲カブキ伝（PCエンジンSUPER CD-ROM²用、ハドソン、1993年）
- SuperLite2000シリーズ 平成博徒伝（PlayStation 2用、サクセス、2004年）
- ハレハレゲームランド・手本引き（Flash Player、アイア株式会社、2008年）※サービス中止
- 種市剛の手本引き（Android用、40ch.com、2013年）
- 手本引き（iPhone用、WONQ Inc.、2021年）

### イベント
- ギャンブルゲーム特集（なかよし村とゲームの木 - ウェイバックマシン（2012年6月28日アーカイブ分）・東京）2009年10月31日 / 2011年7月30日 / 2017年4月29日
- 手本引きイベント（アキバギルド・東京）2010年9月13日 / 2013年3月27日 / 2014年1月7,8日 4月22,23日 8月26,27日 / 2015年1月20,21日 6月30日,7月1日 / 2016年1月26,27日 / 2018年2月16,17日
- 横浜下町パラダイスまつり・乾信治先生と手本引で遊ぼう（横濱古典遊戯場・横浜）2013年8月30日
- なりきりボードゲームvol.3 大阪ヒミツキチ外伝 なにわ襲名抗争（SCRAP/やおよろズ・大阪）2014年10月28日
- す箱ゲームイベント・覚えたてゲーム大会：手本引き（すごろくや・東京）2015年2月28日 8月22日
- 小学館『放課後さいころ倶楽部』5巻発売記念・さいころ倶楽部杯（小学館/すごろくや・東京）2015年5月16日
- 日本の賭博ゲーム大会（道玄坂ヒミツキチラボ［2017年10月1日 閉店］・東京）2015年6月18日
- 第27回 しながわ宿場まつり（北品川二丁目町会会館・東京）2017年9月24日
- 新春！伝統賭博ゲーム 手本引き大会（バンキッシュ船橋店）2024年1月6日
- 夏だ！勝負の瞬間！“札束”で楽しむ手本引き（バンキッシュ船橋店）2024年8月24日
- 究極の心理戦に挑戦！「手本引き」（バンキッシュ船橋店）2025年1月25日